# Người đẹp và quái vật (phim 1991)
Người đẹp và quái vật (tựa gốc tiếng Anh: Beauty and the Beast; còn có tựa Việt khác là Người đẹp và quái thú) là phim điện ảnh hoạt hình mang yếu tố nhạc kịch và kỳ ảo lãng mạn của Mỹ năm 1991 do xưởng phim Walt Disney Animation Studios sản xuất và hãng Walt Disney Pictures chịu trách nhiệm phát hành. Tác phẩm là phim điện ảnh hoạt hình thứ 30 của Disney và bộ phim thứ ba phát hành trong thời kì Phục hưng của Disney, dựa trên câu chuyện cổ tích cùng tên của nữ nhà văn người Pháp Jeanne-Marie Leprince de Beaumont (tên tác giả không được ghi nhận trong phiên bản tiếng Anh nhưng được ghi nhận trong bản tiếng Pháp) và những ý tưởng từ phim điện ảnh cùng tên của Pháp năm 1946 do Jean Cocteau đạo diễn. Nội dung phim kể về mối tình lãng mạn giữa Quái thú (Robby Benson lồng tiếng), chàng hoàng tử bị biến thành một con quái thú gớm ghiếc, còn những người hầu của chàng bị biến thành các vật dụng gia đình—một sự trừng phạt vì sự độc ác và ích kỷ của chàng và Belle (Paige O'Hara lồng tiếng), cô gái trẻ xinh đẹp bị Quái thú giam giữ trong lâu đài của mình. Để có thể trở lại thành người, Quái thú phải học cách yêu Belle và chiếm được tình yêu của nàng, trước khi cánh hoa cuối cùng từ bông hoa hồng phép thuật mà một bà phù thủy gieo lời nguyền lên Quái thú rụng xuống, hoặc Quái thú sẽ vẫn ở trong hình hài này vĩnh viễn. Phim còn có sự tham gia lồng tiếng của Richard White, Jerry Orbach, David Ogden Stiers và Angela Lansbury.
Walt Disney từng có lần đầu chuyển thể Người đẹp và quái vật thành phim hoạt hình không thành công trong các thập niên 1930 và 1950. Tiếp nối thành công của Nàng tiên cá, Walt Disney Pictures quyết định chuyển thể câu chuyện cổ tích này, với Richard Purdum dự định thực hiện một tác phẩm không có yếu tố nhạc kịch. Cuối cùng chủ tịch của Disney lúc đó là Jeffrey Katzenberg đã gạt bỏ ý tưởng của Purdum, thay vào đó ông đề nghị chuyển thể câu chuyện thành một bộ phim nhạc kịch giống như Nàng tiên cá. Phim do Gary Trousdale và Kirk Wise đạo diễn, với kịch bản do Linda Woolverton chắp bút cùng cốt truyện ghi nhận Roger Allers đầu tiên. Nhà viết ca từ Howard Ashman và nhà soạn nhạc Alan Menken là những người sáng tác các bài hát trong phim. Ngoài ra Ashman cũng đảm nhận vị trí giám đốc sản xuất phim, nhưng ông đã qua đời vì những biến chứng liên quan đến AIDS tám tháng trước khi phim ra rạp, do đó bộ phim được đề tặng để tri ân ông.
Ngày 29 tháng 9 năm 1991, một bản chưa hoàn chỉnh của Người đẹp và quái vật ra mắt tại Liên hoan phim New York, kế tiếp đó là bản phim hoàn chỉnh phát hành chiếu rạp tại El Capitan Theatre vào ngày 13 tháng 11. Tác phẩm gặt hái thành công lớn về doanh thu phòng vé khi thu về 425 triệu USD trên toàn cầu so với kinh phí sản xuất là 25 triệu USD. Bộ phim đã chiến thắng giải Quả cầu vàng cho phim ca nhạc hoặc phim hài hay nhất, qua đó trở thành phim hoạt hình đầu tiên chiến thắng hạng mục này. Người đẹp và quái vật cũng là tác phẩm điện ảnh hoạt hình đầu tiên nhận đề cử giải Oscar cho phim hay nhất tại lễ trao giải Oscar lần thứ 64, bên cạnh đó phim còn đoạt giải Oscar cho nhạc phim hay nhất và ca khúc trong phim hay nhất (cho bài hát chủ đề), đồng thời nhận thêm các đề cử khác cho ca khúc trong phim ("Be Our Guest") hay nhất và hòa âm hay nhất. Vào tháng 4 năm 1994, Người đẹp và quái vật trở thành phim hoạt hình đầu tiên của Disney được chuyển thể thành vở nhạc kịch của Broadway. Thành công của phim còn dẫn đến hai phần tiếp nối phát hành tại gia: Beauty and the Beast: The Enchanted Christmas (1997) và Belle's Magical World (1998), cả hai đều lấy bối cảnh diễn ra trong dòng thời gian của phần phim gốc. Tiếp nối hai phần này là một loạt phim truyền hình ăn theo mang tên Sing Me a Story with Belle.
Một phiên bản IMAX của Người đẹp và quái vật được phát hành vào năm 2002 và có thêm "Human Again", một phân cảnh nhạc kịch dài năm phút từng xuất hiện trong bản nhạc kịch năm 1994. Cùng năm đó, Thư viện Quốc hội Hoa Kỳ đã lựa chọn lưu trữ phim tại Viện lưu trữ phim quốc gia nhờ "có đóng góp quan trọng về văn hoá, lịch sử và thẩm mĩ". Sau thành công từ bản tái phát hành 3D của Vua sư tử, tác phẩm cũng được tái phát hành ở định dạng 3D vào năm 2012. Một bản chuyển thể điện ảnh người đóng của bộ phim do Bill Condon đạo diễn ra rạp vào ngày 17 tháng 3 năm 2017.

## Cốt truyện
Một nữ phù thủy cải trang thành một bà cụ ăn xin tới gặp một chàng hoàng tử ích kỷ và kiêu căng, mong được đổi một bông hoa hồng lấy một đêm ngủ nhờ trong lâu đài của anh. Chàng hoàng tử đã cười nhạo ý định đó và đuổi bà lão đi. Để trừng phạt sự lạnh lùng và ích kỷ của anh, nữ phù thủy đã biến anh thành một con quái thú gớm ghiếc, và biến những người hầu của anh thành các vật dụng trong nhà. Bà đưa cho anh một chiếc gương thần có thể cho anh biết những gì đang xảy ra ở bất cứ nơi đâu, cùng với bông hoa hồng sẽ nở vào lần sinh nhật thứ 21 của hoàng tử. Để phá bỏ lời nguyền, hoàng tử phải học cách yêu thương người khác và phải được một người con gái yêu lại trước khi những cánh hoa hồng rụng hết, nếu không hoàng tử sẽ phải ở trong bộ dạng quái thú mãi mãi.
Một vài năm sau, có một cô gái trẻ đẹp tên là Belle sống ở một thị trấn cùng với cha mình, ông Maurice, một nhà phát minh lập dị. Là một người đam mê sách, Belle luôn mong ước có được một cuộc sống mới nhằm thoát khỏi thị trấn buồn tẻ và đơn điệu của nàng. Sắc đẹp và lối sống phóng khoáng không theo lễ nghi của nàng thu hút sự chú ý của mọi người trong thị trấn và có nhiều chàng trai muốn theo đuổi nàng, đặc biệt là Gaston, một gã kiêu ngạo luôn quyết tâm cưới nàng. Mặc dù Gaston là mẫu người được rất nhiều cô gái mong đợi và nhiều chàng trai trong thị trấn ngưỡng mộ, nhưng Belle không có chút thích thú nào với gã.
Trên đường tới hội chợ để giới thiệu chiếc máy chẻ củi của mình cùng với con ngựa Phillipe, Maurice bị lạc trong rừng sâu. Bị một đàn chó sói truy đuổi, Maurice tình cờ tới lâu đài u ám của Quái thú, nơi ông đã gặp những người hầu của hoàng tử gồm Lumière - một cây nến, Cogsworth - một chiếc đồng hồ, Mrs. Potts - một chiếc ấm trà, và con trai của bà, Chip - một tách trà con, được tiếp đãi rất chu đáo. Quái thú sau đó đã phát hiện và bắt giữ Maurice. Phillipe đưa Belle đến tòa lâu đài này, và nàng đề nghị được thế chỗ cha mình đang bị giam giữ; và Quái thú đã chấp nhận, bất chấp sự phản kháng của Maurice. Trong khi Gaston đang bực bội trong quán rượu vì cầu hôn Belle không thành, Maurice tới nhờ mọi người giúp cứu con gái ông khỏi tay Quái thú. Không ai tin lời ông nói là nghiêm túc cả nên Maurice đã lên đường một mình.
Đêm đó Belle từ chối ăn tối cùng Quái thú, làm nó tức giận điên cuồng; Lumière không nghe lời Quái thú rằng không được cho nàng ăn tối nữa. Trong khi Lumière và Cogsworth đưa Belle đi dạo quanh lâu đài, nàng bước vào Căn phòng Phía Tây cấm kỵ, và thấy bông hoa hồng kỳ diệu. Quái thú trở về, thấy Belle ở đó nên vô cùng giận dữ đuổi nàng đi. Belle tìm cách chạy trốn khỏi lâu đài với Phillipe, nhưng họ bị một đàn chó sói trong rừng tấn công. Quái thú tới giúp nàng và đánh đuổi bọn chó sói đi, nhưng không may lúc đó nó đã bị thương. Belle băng bó cho Quái thú, và nó bắt đầu có tình cảm với nàng. Nàng cảm ơn nó đã cứu nàng lúc nguy hiểm và Quái thú đã gây ấn tượng với Belle khi nó tặng cho nàng toàn bộ thư viện khổng lồ của lâu đài. Khi cả hai dành nhiều thời gian bên nhau, họ lại càng thân thiết với nhau hơn. Trong lúc đó, tên Gaston độc ác đã đút lót cho Monsieur d′Arque, quản lý trại tâm thần của thị trấn, để bắt Maurice đi nếu Belle không chấp nhận lời cầu hôn của hắn.
Belle và Quái thú đã tận hưởng bữa tối lãng mạn, nhảy cùng nhau trong căn phòng khiêu vũ rộng lớn dưới nền nhạc bài hát Người đẹp và quái thú của Mrs. Potts. Belle nói với Quái thú rằng nàng rất nhớ cha mình, và Quái thú đã để nàng dùng chiếc gương thần để xem cha mình đang ở đâu. Khi thấy cha sắp chết cóng trong khu rừng vì đang cố tìm cách cứu mình, Belle vô cùng hoang mang lo lắng. Mặc dù vô cùng thất vọng, nhưng vì tình yêu, Quái thú đã cho phép Belle rời khỏi lâu đài để đi cứu cha, đồng thời tặng nàng chiếc gương để lúc nào nàng cũng có thể nhớ tới mình. Belle tìm thấy cha và đưa ông trở về nhà. Sau đó Gaston tới để thực hiện kế hoạch xấu xa của mình, nhưng Belle đã chứng minh cha mình hoàn toàn tỉnh táo bằng cách cho mọi người xem Quái thú trong chiếc gương thần. Phát hiện ra Belle đã đem lòng yêu Quái thú, Gaston kích động sự giận dữ của đám đông, nói với họ rằng Quái thú là một con quái vật ăn thịt người cần phải bị tiêu diệt, và đưa họ tới lâu đài. Gaston nhốt Belle và Maurice trong tầng hầm nhà họ, nhưng Chip, người đã trốn trong túi đồ của Belle, đã giải thoát cho hai cha con bằng chiếc máy chẻ củi của chính Maurice.
Người hầu của Quái thú đã đánh bại đám đông trong khi Gaston đi tìm Quái thú. Ban đầu, Quái thú quá chán nản và thất vọng không buồn đánh lại, nhưng nó đã lấy lại được ý chí khi thấy Belle quay lại lâu đài. Sau khi chiến thắng trong trận đấu nảy lửa, Quái thú đã tha mạng cho Gaston và bảo hắn biến đi. Khi Quái thú đoàn tụ với Belle thì Gaston bất ngờ đâm nó từ phía sau, nhưng sau đó bị mất thăng bằng, hắn đã ngã xuống vực và chết. Lát sau, Quái thú đã không qua khỏi, và Belle đã thổ lộ tình yêu của mình với nó ngay khi cánh hồng cuối cùng rụng xuống, và lời nguyền đã được phá bỏ. Quái thú tỉnh dậy và trở lại thành người, tất cả những người hầu của chàng cũng vậy. Belle và hoàng tử nhảy cùng nhau trong phòng khiêu vũ trước sự chứng kiến của Maurice, và những người hầu vô cùng hạnh phúc đứng vây quanh họ.

## Diễn viên

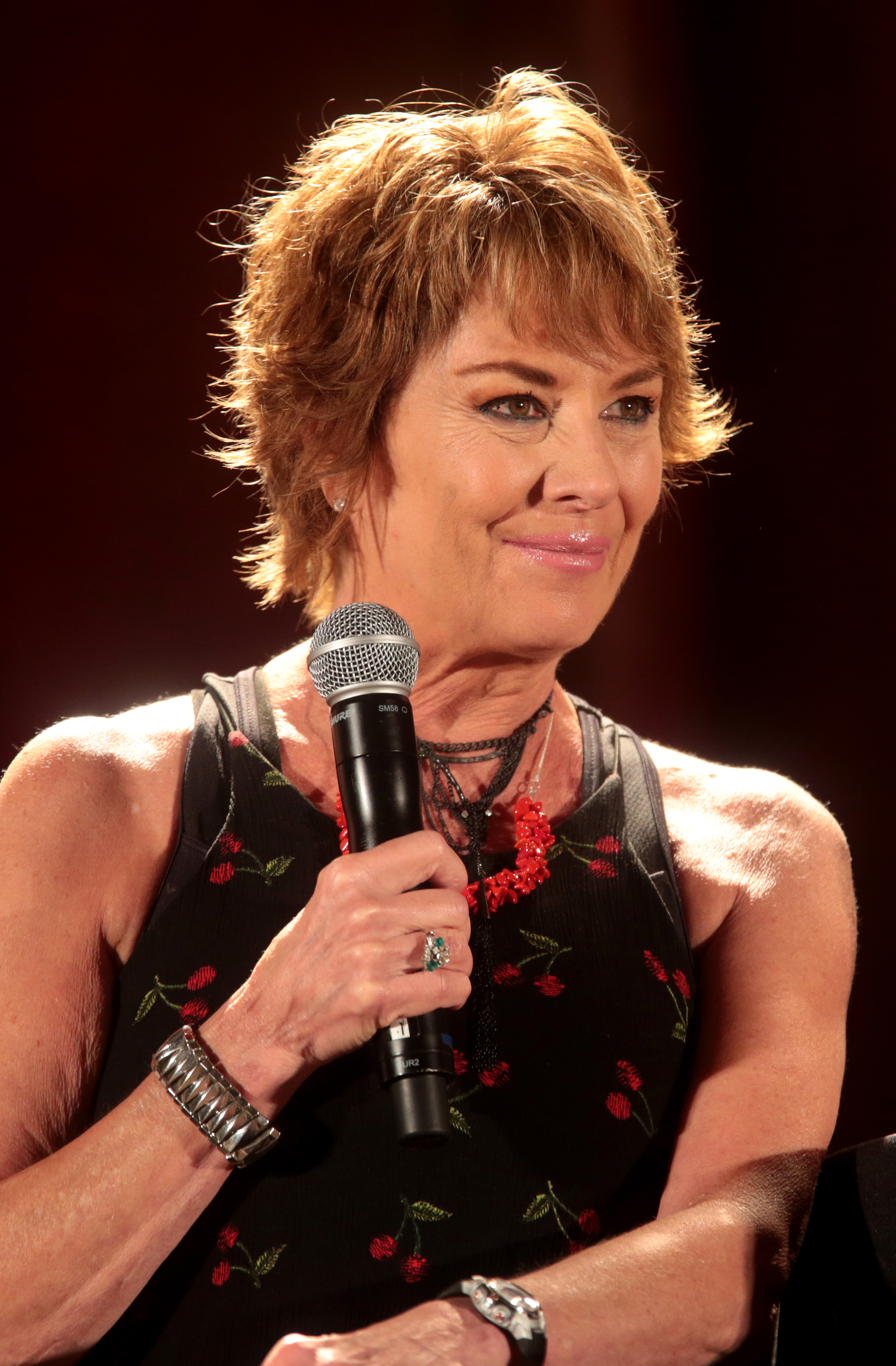
Nữ diễn viên lồng tiếng vai nhân vật chính Belle trong phim.

- Paige O'Hara trong vai Belle[10] – Một cô gái trẻ xinh đẹp rất yêu đọc sách, ưa phiêu lưu thám hiểm, và sẵn lòng đánh đổi tự do của mình với Quái thú thay cho cha. Trong một nỗ lực để làm nổi bật nhân vật so với truyện cổ tích gốc, các nhà làm phim cảm thấy rằng Belle không nên "ý thức" được sắc đẹp của mình và nên làm cho nàng trở nên "hơi khác người một chút."[11] Wise đề nghị mời lại O'Hara bởi cô "có giọng rất đặc biệt", "một chút gì đó của Judy Garland," sau khi hình mẫu bề ngoài của Belle đã được hoàn thiện.[12] James Baxter và Mark Henn là các họa sĩ giám sát cho nhân vật Belle.
- Robby Benson trong vai Quái thú[10] – Một chàng hoàng tử đẹp trai bị biến thành một con quái thú gớm ghiếc bởi bàn tay một phù thủy xinh đẹp muốn trừng phạt anh ta vì lối cư xử ích kỉ của mình. Chàng có phần đầu và sừng giống của một con bò rừng Mỹ, cánh tay và cơ thể của một con gấu, lông mày của một con gorilla, hàm, răng và bờm của một con sư tử, răng nanh của một con lợn rừng và đôi chân và cái đuôi của một con chó sói. Chris Sanders, một trong những họa sĩ phác thảo cốt truyện của phim, đã vẽ một bản thiết kế nháp cho nhân vật Quái thú và cho ra đời một thiết kế dựa trên các loài chim, côn trùng và cá trước khi đến với mẫu vẽ gần giống với thiết kế cuối cùng sau này.[13] Glen Keane, họa sĩ giám sát nhân vật Quái thú, đã sửa lại thiết kế này bằng cách đến thăm sở thú và nghiên cứu hình dáng của các loài vật mà họ định lấy làm hình mẫu cho nhân vật Quái thú.[13] Benson bình luận, "Có một cơn giận dữ và sự giày vò day dứt trong nhân vật này mà trước đây tôi chưa từng được yêu cầu thiết kế cái gì như vậy."[14] Các nhà làm phim bình luận rằng "mọi người đều phải khàn khàn mà kêu lên eo ôi kinh quá" trong khi Benson có "giọng nói lớn và một mặt rất ấm áp, dễ gần" và do đó "bạn có thể nghe thấy một chàng hoàng tử ẩn sau bộ lông vũ kia."[13]
- Richard White trong vai Gaston[10] – Một kẻ đi săn tàn ác cố tìm cách lấy Belle làm vợ và quyết tâm không để ai giành lấy được trái tim nàng. Gaston là một người vô cùng ích kỷ, luôn tự cho mình là nhất và là nhân vật phản diện chính của bộ phim. Các nhà làm phim bình luận rằng họ có đủ "những hàng dài toàn những diễn viên điển trai với chất giọng trầm mà sâu" trong các buổi thử giọng tuyển diễn viên, nhưng Richard White có "giọng nói với âm vực lớn" có thể "rung động cả khán phòng".[13] Họa sĩ giám sát của Gaston, Andreas Deja, bị Jeffrey Katzenberg yêu cầu muốn làm cho Gaston trở thành một nhân vật điển trai, đối lập với dáng vẻ truyền thống của một nhân vật phản diện Disney, một nhiệm vụ ban đầu ông thấy là khá khó khăn. Lúc đầu, Gaston chỉ là một chàng trai hay để ý thái quá tới vẻ bề ngoài của bản thân mình, nhưng sau đó hắn đã dẫn cả làng đi tiêu diệt Quái thú, giận dữ vì cho rằng Belle yêu Quái thú hơn mình.[15]
- Jerry Orbach trong vai Lumière[16] – Một người phục vụ tốt bụng nhưng ưa nổi loạn ở lâu đài của Quái thú, bị mụ phù thủy biến thành một chiếc chân đèn nến trên bàn ăn. Anh thường không nghe theo những quy định nghiêm ngặt của chủ mình, đôi khi còn gây căng thẳng giữa họ, nhưng Quái thú cũng thường tới gặp Lumière để tìm lời khuyên khi cần. Anh được khắc hoạ khá giống một chàng trai có thể làm mê hoặc những cô gái, bởi trong phim anh thường xuất hiện bên Babette Cây chổi lau nhà, và ngay lập tức yêu quý Belle. Một trò đùa thường thấy trong suốt chiều dài bộ phim là cảnh Lumière dùng những cây nến của mình làm cháy Cogsworth. Nik Ranieri là họa sĩ giám sát của Lumière.
- David Ogden Stiers trong vai Cogsworth[17] – Quản gia trưởng của lâu đài và là bạn thân của Lumière, người đã bị biến thành một chiếc đồng hồ. Vừa cư xử tốt bụng với Lumière, anh còn vô cùng trung thành với Quái thú, giúp cho anh và tất cả mọi người tránh khỏi rắc rối, và điều này cũng đồng thời hay gây ra xích mích giữa anh và Lumière. Will Finn là họa sĩ giám sát của Cogsworth. Stiers cũng đồng thời lồng tiếng cho nhân vật người dẫn chuyện ở đầu phim.
- Angela Lansbury trong vai Bà Potts,[18] Bà Ấm trà – Bếp trưởng của lâu đài, bị biến thành một ấm trà nhỏ, đối xử với Belle ân cần như một người mẹ. Các nhà làm phim đã xem xét một số tên gọi cho nhân vật Bà Ấm trà, chẳng hạn như "Mrs. Chamomile," trước khi Ashman đề nghị sử dụng những cái tên đơn giản và ngắn gọn cho các đồ vật trong nhà.[13] David Pruiksma là họa sĩ giám sát của nhân vật Mrs. Potts.
- Bradley Michael Pierce trong vai Chip[19] – Một tách trà và là con trai của Bà Ấm trà. Ban đầu các nhà làm phim định chỉ cho nhân vật này xuất hiện rất ít, nhưng sau đó họ ấn tượng với phần thể hiện của Pierce và quyết định nâng cao vai trò của nhân vật này trong mạch truyện, thay vì biến Chip thành một nhân vật im lặng kiểu một chiếc Hộp Nhạc.[13] Pruiksma cũng là họa sĩ giám sát của nhân vật Chip.
- Rex Everhart trong vai Maurice[10] – Một nhà phát minh kì quặc và là bố của Belle. Người dân thị trấn gọi ông là điên rồ, nhưng Belle hiếu thảo luôn tin rằng một ngày cha mình sẽ nổi tiếng. Ruben A. Aquino là họa sĩ giám sát của nhân vật Maurice.
- Jesse Corti trong vai Lefou[10] – người quân sư vụng về và hay nói xấu sau lưng, nhưng cũng rất trung thành và khá thông minh của Gaston. Chris Wahl là họa sĩ giám sát của nhân vật Lefou.
- Hal Smith trong vai Philippe[20] – Con ngựa của Belle. Russ Edmonds là họa sĩ giám sát của nhân vật Philippe.
- Jo Anne Worley trong vai Chiếc tủ quần áo[21] – Người chịu trách nhiệm về thời trang của lâu đài, và trước đây từng là một ca sĩ opera, đã bị biến thành một chiếc tủ quần áo. Nhân vật chiếc tủ quần áo đã được nhân viên phát triển hình ảnh Sue C. Nichols giới thiệu tới toàn thể các nam diễn viên đóng vai những người hầu, và trong câu chuyện gốc, đây là một nhân vật tên là "Madame Armoire" (Bà Armoire), có vai trò quan trọng với mạch truyện hơn so với trong phim. Trong phiên bản chuyển thể cho sân khấu, nhân vật Chiếc tủ quần áo được biết đến với tên gọi "Madame de la Grande Bouche" (Madame Big Mouth - Quý bà To Mồm), và là nhân vật đồ vật chính duy nhất mà chúng ta không thấy hình người (sau khi toà lâu đài được giải lời nguyền) trong phim. Tony Anselmo là họa sĩ giám sát của nhân vật Chiếc tủ quần áo.
- Mary Kay Bergman và Kath Soucie trong vai chị em nhà Bimbettes[22] – Ba thiếu nữ ở ngôi làng thường xuyên nịnh bợ Gaston, được biết đến với tên gọi "Những cô gái ngớ ngẩn" trong phiên bản chuyển thể lên sân khấu.
- Brian Cummings trong vai Chiếc bếp lò[23] – Đầu bếp của lâu đài người đã bị biến thành một chiếc lò nướng. Ông có tên là Đầu bếp Bouche trong Belle's Magical World năm 1998.
- Alvin Epstein trong vai Người chủ hiệu sách[24] – Chủ cửa hàng sách ở thị trấn của Belle, người rất yêu quý cô và đã tặng cho cô một quyển sách ở đầu phim.
- Tony Jay trong vai Monsieur D'Arque[25] – Tên chủ độc ác của nhà thương điên (Asylum de Loons). Gaston hối lộ hắn để được hắn giúp thực hiện kế hoạch đe dọa Belle.
- Alec Murphy trong vai Người thợ làm bánh[26] – Chủ cửa hàng bánh mì ở thị trấn của Belle.
- Kimmy Robertson trong vai Cây chổi lau nhà[27] – Một cô gái và là người yêu của Lumiere, người đã bị biến thành một chiếc chổi quét nhà. Cô được đặt tên là "Babette" trong phiên bản chuyển thể lên sân khấu của phim, "Fifi" trong Belle's Magical World và Plumette trong bản làm lại năm 2017.
- Frank Welker trong vai Chiếc ghế để chân[28] – Con chó của lâu đài bị biến thành một chiếc ghế để chân.

## Sản xuất

### Những phiên bản đầu tiên
Walt Disney tiếp tục đi tìm những câu chuyện để chuyển thể thành phim chiếu rạp sau thành công của Nàng Bạch Tuyết và bảy chú lùn, và Người đẹp và quái vật cũng nằm trong số những câu chuyện ông xem xét tới. Những nỗ lực nhằm phát triển truyện Người đẹp và quái vật thành một bộ phim đã được thực hiện vào những năm 1930 và 1950, nhưng cuối cùng bị loại bỏ bởi vì đó "thực sự là một thử thách lớn " với nhóm viết kịch bản. Peter M. Nichols nói rằng Disney sau đó có lẽ đã nản lòng sau khi nghe lời Jean Cocteau, người cũng vừa hoàn thành xong phiên bản riêng của ông chuyển thể từ câu chuyện này.
Nhiều thập kỷ sau, sau thành công của phim Who Framed Roger Rabbit vào năm 1988, hãng phim Disney đã phục hồi lại dự án Người đẹp và quái vật cho xưởng phim hoạt hình vệ tinh họ vừa thành lập ở London, Anh để thực hiện phim Roger Rabbit. Richard Williams, người đã đạo diễn phần hoạt hình của Roger Rabbit, đã trực tiếp tiếp cận dự án này, nhưng từ chối bởi ông mong muốn tiếp tục làm việc với dự án đã thai nghén lâu năm của mình The Thief and the Cobbler. Ở vị trí của mình, Williams đề cử đồng nghiệp của mình, đạo diễn hoạt hình người Anh Richard Purdum, và công việc bắt đầu dưới sự điều hành của nhà sản xuất Don Hahn với một phiên bản không có yếu tố nhạc kịch của Người đẹp và quái vật lấy bối cảnh ở thời kì Victoria của nước Pháp. Theo chỉ thị của CEO của Disney Michael Eisner, Người đẹp và quái vật trở thành bộ phim hoạt hình đầu tiên của Disney sử dụng một người viết kịch bản riêng. Đây là một bước chuyển khác biệt trong quá trình sản xuất một sản phẩm phim hoạt hình, trước đây vốn được phát triển trên các storyboard (một loạt các bức hình vẽ phác thể hiện sơ lược cốt truyện và bố cục chính của phim) truyền thống thay vì dưới dạng văn bản. Linda Woolverton viết bản nháp đầu tiên của câu chuyện trước khi quá trình vẽ các storyboard bắt đầu, và làm việc với nhóm kịch bản để bố trí lại và phát triển bộ phim.

### Viết lại kịch bản và nhạc kịch hoá phim

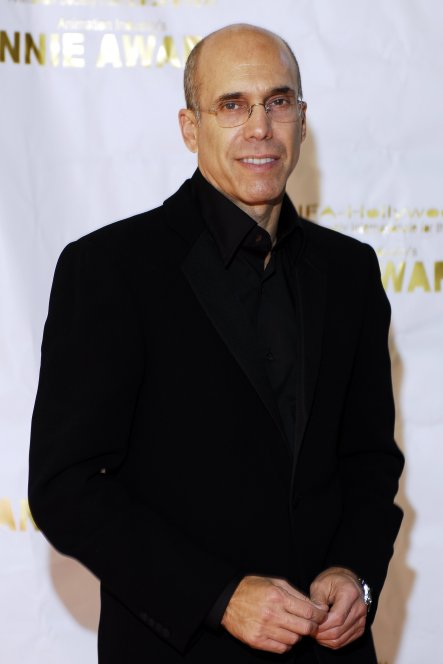
Sau khi nhìn thấy cuộn các bức vẽ phác thảo kịch bản vào năm 1989, chủ tịch của hãng Walt Disney Studios là Jeffrey Katzenberg yêu cầu bộ phim phải được xới tung lên và bắt đầu lại từ đống hỗn tạp đó.

Khi nhìn thấy cuộn các bức vẽ phác thảo kịch bản vào năm 1989, chủ tịch của hãng Walt Disney Studios là Jeffrey Katzenberg yêu cầu bộ phim phải được xới tung lên và bắt đầu lại từ đống hỗn tạp đó. Vài tháng sau khi mọi việc được triển khai lại từ đầu, Purdum xin thôi vai trò đạo diễn. Xưởng phim tiếp cận với Ron Clements và John Musker để mời họ đạo diễn bộ phim nhưng họ đã từ chối lời đề nghị này và nói rằng họ đã "mệt mỏi" sau khi vừa hoàn thành công việc đạo diễn một sản phẩm thành công gần đây của Disney Nàng tiên cá. Disney sau đó đã thuê hai đạo diễn lần đầu tiên thực hiện một phim chiếu rạp Kirk Wise và Gary Trousdale. Wise và Trousdale trước đây đã đạo diễn một số tập phim hoạt hình Cranium Command, một phim ngắn cho công viên giải trí EPCOT của Disney. Cùng với đó, Katzenberg mời các nhà soạn nhạc Howard Ashman và Alan Menken, người đã sáng tác phần nhạc cho phim "Nàng tiên cá" để chuyển Người đẹp và quái vật thành một phim nhạc kịch theo phong cách Broadway với cảm hứng giống với Nàng tiên cá. Ashman, người vào thời điểm đó đã biết rằng mình đang phải chống chọi với những biến chứng của AIDS, đang hợp tác với Disney trên một dự án yêu thích của ông, Aladdin, và chỉ đồng ý tham gia một cách miễn cưỡng vào nhóm sản xuất đầy thử thách của bộ phim này Để phù hợp với tình trạng sức khoẻ đang xấu đi của Ashman, phần sản xuất tiền kỳ của Người đẹp và quái vật đã được chuyển từ London về Residence Inn ở Fishkill, New York, gần với nhà của Ashman ở thành phố New York. Tại đây, Ashman và Menken tham gia cùng với Wise, Trousdale, Hahn, và Woolverton tái cấu trúc lại kịch bản phim. Bởi câu chuyện gốc chỉ gồm có hai nhân vật chính, các nhà làm phim đã cải tiến nó, thêm các nhân vật mới dưới dạng những đồ vật trong nhà kỳ diệu, những người có thể "thêm hơi ấm và hài hước cho một câu chuyện buồn" và dẫn khán giả đi suốt bộ phim, cùng với đó thêm một "nhân vật phản diện thực sự" - Gaston.
Những ý tưởng này có một chút gì đó giống những yếu tố trong phiên bản phim "Người đẹp và quái vật" năm 1946 của Pháp, đã giới thiệu nhân vật Avenant, một kẻ cầu hôn ngu ngốc có gì đó giống như Gaston cùng với những đồ vật vô tri vô giác có thể nói chuyện như người thật ở lâu đài của Quái thú. Tuy nhiên, những đồ vật hoạt hình này lại có những tính cách riêng biệt, rõ ràng trong phiên bản của Disney. Tới đầu năm 1990, Katzenberg đã chấp thuận kịch bản sửa đổi, và quá trình vẽ phác kịch bản bắt đầu trở lại. Quá trình sản xuất này buộc các họa sĩ cốt truyện phải bay đi bay về giữa California và New York để Ashman duyệt các bản vẽ phác cốt truyện, mặc dù chình nhóm sản xuất cũng không được cho biết tại sao phải làm như vậy.

### Tuyển vai và thu âm
Các nhà làm phim ban đầu cân nhắc tuyển lại nữ diễn viên đóng vai "Nàng tiên cá" Jodi Benson trong vai Belle. Nhưng cuối cùng họ quyết định nữ diễn viên và ca sĩ Broadway Paige O'Hara bởi họ thích có một nữ nhân vật chính "nghe giống một người phụ nữ hơn là một cô thiếu nữ". Theo như đồng đạo diễn Kirk Wise, O'Hara được giao vai diễn này bởi "cô ấy có một chất giọng khác lạ, một chất giọng cô ấy sẽ sử dụng và có thể làm cô trở thành một người đặc biệt", gợi nhớ tới giọng hát của nữ diễn viên và ca sĩ người Mỹ Judy Garland. O'Hara, sau khi biết tới bộ phim qua báo The New York Times, đã cạnh tranh vai diễn này với 500 ứng viên tràn đầy hy vọng, và tin rằng việc nhà ca từ Howard Ashman ngưỡng mộ và cảm phục bản thu thử của cô cho vở nhạc kịch Showboat đã đóng một vai trò quan trọng dẫn tới việc cô được tuyển cho vai này.

### Hoạt hình

Một khung hình từ phân cảnh Belle và Quái thú nhảy trong phòng khiêu vũ của phim "Người đẹp và quái vật". Phần nền của phân cảnh này được vẽ bằng công nghệ mô phỏng hình ảnh bằng máy tính (tiếng Anh: computer generated imagery, viết tắt là CGI) mang lại hiệu ứng của một máy quay di chuyển trên đường ray xung quanh nhân vật, trong khi đó các nhân vật hoạt hình được ghép vào với khung nền này bằng hệ thống CAPS của Disney.

Quá trình sản xuất của "Người đẹp và quái vật" phải được hoàn thành trong một khoảng thời gian hạn hẹp là hai năm thay vì bốn bởi một lượng lớn thời gian sản xuất đã bị thất thoát vào việc phát triển phiên bản phim trước đó của Purdum. Phần lớn khối lượng công việc sản xuất được hoàn thành ở xưởng phim Feature Animation chính, toạ lạc tại toà nhà Air Way ở Glendale, California. Một nhóm nhỏ hơn ở công viên giải trí Disney-MGM Studios tại Hồ Buena Vista, Florida hỗ trợ nhóm ở California trong một số phân cảnh, đặc biệt là đoạn bài hát "Be Our Guest".
Người đẹp và quái vật là bộ phim thứ hai, tiếp sau phim The Rescuers Down Under, được sản xuất sử dụng hệ thống CAPS (Computer Animation Production System - Hệ thống sản xuất phim hoạt hình trên máy tính), một hệ thống quét hình (scanning), mực, màu và phối ghép kỹ thuật số gồm các phần cứng và phần mềm được phát triển riêng cho Disney bởi Pixar. Phần mềm này cho phép sử dụng một số lượng màu lớn hơn, cũng như tô bóng mềm và hiệu ứng nét vẽ màu cho các nhân vật, một kỹ thuật đã biến mất khi xưởng phim Disney từ bỏ việc tô màu bằng tay để chuyển sang sử dụng phương pháp in chụp tĩnh điện (in chụp khô - xerography) vào đầu thập niên 1960. CAPS cũng đồng thời cho phép đội sản xuất mô phỏng hiệu ứng đa máy quay (multiplane) cũ: đặt các nhân vật và/hoặc cảnh nền trên các lớp (layer) riêng biệt và di chuyển chúng gần vào hoặc xa ra khỏi máy quay trên trục Z để mang tới cảm nhận về chiều sâu, cũng như thay đổi tiêu điểm và trọng tâm của mỗi lớp đó.
Thêm nữa, CAPS cho phép một sự kết hợp dễ dàng hơn giữa nghệ thuật vẽ tay truyền thống với công nghệ CGI, vốn trước đây phải vẽ lên các khung giấy trong suốt và tô màu theo cách truyền thống. Kỹ thuật này được đưa vào sử dụng rất nhiều trong suốt phân cảnh khiêu vũ của "Người đẹp và quái vật", trong đó Belle và Quái thú nhảy cùng nhau trong căn phòng khiêu vũ được mô phỏng bằng máy tính trong khi các máy quay đặt trên đường ray (camera dolly) di chuyển quanh họ trong một không gian ba chiều mô phỏng. Các nhà làm phim ban đầu đã quyết định phản đối việc sử dụng máy tính mà họ ưa thích công nghệ hoạt hình truyền thống hơn, nhưng sau đó, khi công nghệ đã được cải tiến, họ cho rằng công nghệ này có thể sử dụng cho một cảnh quay trong phòng khiêu vũ. Trước đó, những cảnh vật xung quanh bằng CGI từng được in đầu tiên dưới dạng wireframe, nhưng đây là lần đầu tiên Disney sử dụng phương pháp dựng hình 3D. Thành công của phân cảnh trong phòng khieu vũ đã thuyết phục các giám đốc của hãng phim đầu tư thêm vào hoạt hình máy tính.

### Âm nhạc
Ashman và Menken viết nhạc cho bài hát Beauty trong giai đoạn sản xuất tiền kỳ ở Fishkill, bài hát mở đầu theo phong cách operetta "Belle" là tác phẩm đầu tiên của họ cho bộ phim này. Các bài hát khác bao gồm "Be Our Guest," được những đồ vật trong lâu đài hát (bằng phiên bản gốc của ca khúc) cho Maurice nghe khi ông trở thành vị khách đầu tiên tới ăn tại lâu đài trong suốt một thập kỷ, "Gaston," một màn đơn ca cho nhân vật phản diện kiêu ngạo của phim, "Human Again," một bài hát miêu tả tình yêu đang lớn dần giữa Belle và Quái thú qua góc nhìn của các đồ vật, bản ballad tình yêu "Beauty and the Beast," và bài hát ở đoạn cao trào của phim là "The Mob Song". Khi giai đoạn phát triển cốt truyện và các ca khúc kết thúc, thời kỳ sản xuất toàn diện bắt đầu ở Burbank trong khi phần lồng tiếng và thu âm bài hát bắt đầu ở thành phố New York. Các bài hát Beauty (Người đẹp) phần lớn được thu âm trực tiếp với dàn nhạc và các diễn viên lồng tiếng làm việc đồng thời thay vì thu âm phần nhạc nền và lời bài hát (overdubbing) riêng biệt, nhằm mang tới cho các bài hát một "sức mạnh" giống như một album thử giọng mà các nhà làm phim và các nhà soạn nhạc mong muốn.
Trong quá trình sản xuất, đã có khá nhiều thay đổi với cấu trúc của phim, đòi hỏi phải có sự thay thế và thay đổi mục đích sử dụng của các bài hát. Sau khi chiếu một phiên bản hoạt hình gần hoàn chỉnh của phân cảnh "Be Our Guest", đạo diễn cốt truyện Bruce Woodside gợi ý rằng các đồ vật nên hát bài hát này với Belle hơn là với bố cô. Wise và Trousdale đồng ý, và phân cảnh cùng với bài hát đã được sửa chữa lại để thay thế Maurice bằng Belle. Bài hát mang tựa đề phim từng gặp một chút trở ngại trong khâu sản xuất. Lúc đầu các nhạc sĩ định hình bài hát theo tiết tấu rock, nhưng sau đó ca khúc được thay đổi thành một bản ballad chậm và lãng mạn. Howard Ashman và Alan Menken đã đề xuất cho Angela Lansbury biểu diễn bài hát, nhưng cô ấy không nghĩ rằng chất giọng của mình phù hợp với giai điệu đó. Khi thấy cô tỏ ra thiếu tự tin, Menken và Ashman đề nghị cô thử giọng ít nhất một lần và dặn cô hãy biểu diễn ca khúc khi cảm thấy phù hợp. Rồi Lansbury cho biết cô đã khiến mọi người trong phòng thu phải xúc động rơi lệ vì màn trình diễn của mình. Phiên bản này sau đó đã giành giải Oscar cho bài hát gốc hay nhất. "Human Again" bị loại bỏ khỏi bộ phim trước khi giai đoạn thực hiện phần hoạt hình bắt đầu, do phần lời không phù hợp với cốt truyện về dòng thời gian khi câu chuyện diễn ra. Điều này đòi hỏi Ashman và Menken phải viết một bài hát mới để thế chỗ. "Something There," ở đó Belle và Quái thú cùng hát (chỉ là voiceover - một thuật ngữ ám chỉ việc thu âm bài hát ở ngoài rồi ghép vào chứ không phải trong phim các nhân vật thực sự hát với nhau ở phân cảnh đó. Trong trường hợp này, bài hát "Something There" được phát trong nền trong khi Belle và Quái thú vẫn chơi đùa thoải mái cùng nhau trong phân cảnh chứ không phải là lúc đó họ đang hát) về tình yêu dành cho nhau đang nảy nở, được viết khá muộn trong khi đang sản xuất và được đưa vào kịch bản thế chỗ cho "Human Again." Menken sau đó đã sửa chữa lại "Human Again" để đưa vào phiên bản nhạc kịch sân khấu Broadway năm 1994 của Người đẹp và quái vật, và một phiên bản đã sửa chữa lại khác của bài hát này được thêm vào chính bộ phim gốc trong một phân cảnh mới được dựng riêng cho lần phát hành lại Phiên bản đặc biệt của phim vào năm 2002.
Ashman qua đời do các biến chứng của AIDS vào ngày 14 tháng 3 năm 1991, tám tháng trước khi bộ phim được phát hành. Ông chưa bao giờ được xem bộ phim do chính mình thực hiện, và công việc của ông với dự án Aladdin được hoàn tất bởi một người viết lời bài hát khác, Tim Rice. Trước khi Ashman qua đời, các thành viên trong nhóm sản xuất phim đã tới thăm ông sau lần chiếu đầu tiên được đánh giá rất cao của phim, và Don Hahn đã bình luận rằng "bộ phim sẽ là một thành công lớn đây. Ai là người đã nghĩ tới điều đó?", và Ashman trả lời rằng "Đó là tôi." Một lời đề tặng tới nhà viết ca từ đã được thêm vào cuối phần chạy chữ cuối phim: "Gửi tới người bạn của chúng tôi, Howard, người đã cho nàng tiên cá giọng hát, và cho Quái thú một tâm hồn. Chúng tôi sẽ mãi ghi nhớ và biết ơn. Howard Ashman: 1950–1991." Một phiên bản pop của bài hát chủ đề, "Beauty and the Beast", do Céline Dion và Peabo Bryson thể hiện ở phần chạy chữ cuối phim, được phát hành dưới dạng một đĩa đơn thương mại từ album nhạc phim, kèm theo một video âm nhạc. Phiên bản của "Beauty and the Beast" của Dion/Bryson đã trở thành một bản hit nhạc pop toàn cầu và thể hiện khá tốt trên các bảng xếp hạng khắp thế giới. Ca khúc giành vị trí thứ ba trên bảng xếp hạng Hot Adult Contemporary của Billboard. Tại Canada, "Beauty and the Beast" đạt vị trí thứ hai. Ở ngoài lãnh thổ Bắc Mỹ, bài hát còn lọt vào tốp 10 tại New Zealand, trong khi chạm tới tốp 20 tại Úc, Hà Lan và Ireland. Bài hát đã tiêu thụ hơn một triệu bản trên toàn cầu. Sau này phiên bản này của bài hát đã giành hai đề cử Bài hát của năm và Thu âm của năm, đồng thời đoạt giải Trình diễn song tấu hoặc nhóm nhạc giọng pop xuất sắc nhất tại lễ trao giải Grammy.

## Phát hành
Khi bản thử nghiệm đầu tiên được hoàn thành cho công ty The Walt Disney Company, một phiên bản chưa hoàn chỉnh của Người đẹp và quái vật được chiếu tại Liên hoan phim New York vào ngày 29 tháng 9 năm 1991. Tác phẩm được gán nhãn một sản phẩm đang thực hiện bởi vì về cơ bản mới chỉ có 70% phần hoạt hình được hoàn tất; các bản vẽ phác thảo cốt truyện (storyboard) và các bản vẽ thử nghiệm bằng bút chì được sử dụng thay cho 30% hình ảnh còn lại chưa hoàn thành. Thêm nữa, một số phân đoạn cụ thể của bộ phim tuy đã được hoàn thành nhưng cũng không được đưa vào chiếu ngay mà họ sử dụng sản phẩm của một công đoạn sản xuất trước đó để đưa vào phiên bản này. Khi phim được chiếu xong, Người đẹp và quái vật đã nhận được những tràng pháo tay không ngớt từ những khán giả có mặt tại liên hoan phim lúc bấy giờ và mọi người đứng dậy tung hô nồng nhiệt tới 10 phút. Bản phim hoàn chỉnh cũng đã được chiếu tại Liên hoan phim Cannes năm 1992. Phiên bản phim cuối cùng lần đầu tiên ra mắt tại rạp El Capitan Theatre ở Hollywood vào ngày 13 tháng 11 năm 1991, và được phát hành rộng rãi thông qua Walt Disney Pictures vào ngày 22 tháng 11. Tại Canada, Người đẹp và quái vật ra mắt cùng ngày với Mỹ. Tác phẩm cũng công chiếu tại Châu Âu ở Pháp (21 tháng 10), Đức (26 tháng 11), Ý (4 tháng 12), Tây Ban Nha (27 tháng 11) cùng một số quốc gia khác. Tại châu Á, bộ phim khởi chiếu tại Nhật Bản (23 tháng 11) và Hàn Quốc (4 tháng 7).

### Tái phát hành
Người đẹp và quái vật đã được bảo quản và phục hồi để phục vụ cho lần ra mắt lại vào đúng ngày đầu tiên của năm mới, năm 2002 tại các rạp chiếu phim định dạng IMAX với một phiên bản biên tập đặc biệt bao gồm cả một phân cảnh nhạc kịch mới. Với phiên bản này, khá nhiều đoạn hoạt hình đã được sửa sang và hoàn thiện, một phân cảnh hoàn toàn mới của bài hát trước đây đã bị loại bỏ "Human Again" đã được thêm vào lần ra mắt thứ hai này của phim, và một phiên bản kỹ thuật số mới từ các tệp sản xuất gốc của hệ thống CAPS đã được sử dụng để tạo ra một bản phim âm bản độ phân giải cao IMAX.
Một phiên bản dựa theo nguyên tác phim gốc, do Jordin Sparks tổ chức thực hiện, đã được phát hành ở một số rạp có chọn lọc vào ngày 29 tháng 9 và 2 tháng 10 năm 2010. Trước khi phim được chiếu, Sparks đã phát hành một đoạn phim hậu trường độc quyền cho người xem một cái nhìn về quá trình phục hồi mới ở độ phân giải cao với một bộ phim hoạt hình cổ điển và quá trình sản xuất đoạn phim âm nhạc Beauty and the Beast hoàn toàn mới của cô. Trong đó cũng có phần bình luận của nhà sản xuất Don Hahn, phần phỏng vấn với các diễn viên và một cái nhìn sâu bên trong việc phần hoạt hình được sản xuất như thế nào.
Một phiên bản của phim dưới định dạng Disney Digital 3D, phiên bản 3D thứ hai cho một bộ phim được sản xuất theo công nghệ hoạt hình truyền thống, ban đầu được lên lịch ra mắt tại các rạp chiếu phim của Mỹ vào ngày 12 tháng 2 năm 2010, nhưng dự án sau đó đã bị tạm ngừng. Vào ngày 25 tháng 8 năm 2011, Disney thông báo rằng phiên bản 3D của phim sẽ được công chiếu lần đầu tiên tại Mỹ ở rạp El Capitan Theatre tại Hollywood từ ngày 2 đến 15 tháng 9 năm 2011. Disney chi chưa đến 10 triệu USD để chuyển đổi sang phiên bản 3D này. Sau thành công của lần ra mắt dưới định dạng 3D của phim Vua sư tử, Disney thông báo sẽ phát hành lại Người đẹp và quái vật dưới định dạng 3D rộng rãi trên toàn Bắc Mỹ bắt đầu từ ngày 13 tháng 1 năm 2012.

### Giải trí tại gia

Bìa đĩa Blu-ray của ấn bản Kim Cương (Diamond Edition) trên thị trường quốc tế

Người đẹp và quái vật được phát hành sang VHS và đĩa la-de vào ngày 30 tháng 10 năm 1992 và ở Anh vào mùa thu năm 1993 trong một khoảng thời gian hạn chế dưới dạng một phần của series Walt Disney Classics, và sau đó đã bị ngừng lại. Ấn bản này có một sự thay đổi nhỏ so với phim gốc: những hình đầu lâu xuất hiện trong con ngươi mắt Gaston trong hai khung hình lúc hắn bị rơi tới chết đã bị loại bỏ khỏi phiên bản giải trí tại nhà đầu tiên. Không có sự sửa đổi nào tương tự như thế được thực hiện trong những lần phát hành lại sau này. Lần này, phiên bản dán nhãn "đang trong quá trình sản xuất" được chiếu tại Liên hoan phim New York cũng đã được phát hành dưới dạng VHS và đĩa la-de; tuy nhiên phiên bản trên lại là bản phim duy nhất được bày bán cho đến mùa thu năm 1993, khi bản chiếu rạp hoàn chỉnh được phát hành. Biện pháp này nhằm giảm thiểu mối đe dọa từ những kẻ vi phạm tác quyền video; do chúng sao chép các bản sao từ đĩa la-de và tiêu thụ trên thị trường quốc tế—những nơi bộ phim vẫn chưa được phát hành tại gia.
Beauty and the Beast: Ấn bản đặc biệt, giống như tên gọi của phiên bản đã được phục hồi của tác phẩm được công chiếu dưới định dạng IMAX/màn hình lớn, được phát hành trên một bộ đĩa DVD và VHS "ấn bản Bạch Kim" gồm 2 đĩa vào ngày 8 tháng 10 năm 2002. Bộ DVD này gồm có ba phiên bản khác nhau của tác phẩm: ấn bản đặc biệt ở định dạng IMAX được mở rộng, có thêm phân cảnh "Human Again" mới, bản phim chiếu rạp gốc, và bản phim "đang trong quá trình thực hiện" tại Liên hoan phim New York. Lần phát hành này bị ngừng lại và đưa vào "Két an toàn của Disney" vào tháng 1 năm 2003, cùng với hai phần tiếp theo của một phim được phát hành trực tiếp dưới dạng băng giải trí tại nhà, Beauty and the Beast: The Enchanted Christmas và Belle's Magical World.

Bìa đĩa DVD của phim do Hãng phim Phương Nam phát hành.

Người đẹp và quái vật lại được phát hành trở lại từ Két an toàn của Disney vào ngày 5 tháng 10 năm 2010 dưới dạng bộ phim thứ hai trong loạt ấn bản Bạch Kim của Disney, với bộ đĩa tổng hợp gồm 3 đĩa Blu-ray và DVD; thể hiện lại lần phát hành đầu tiên của Người đẹp và quái vật trên băng giải trí tại nhà ở độ phân giải cao. Phiên bản này bao gồm bốn bản khác nhau của bộ phim: bản gốc phát hành tại các rạp, một bản mở rộng, bản chỉ có storyboard tại Liên hoan phim New York, và một bản thứ tư lặp lại, thể hiện các bức vẽ storyboard theo phương pháp "hình trong hình" cùng với bản gốc phát hành chiếu rạp. Trong tuần đầu tiên ra mắt, bản Blu-ray đã tiêu thụ hơn 1,1 triệu đơn vị, đừng đầu bảng xếp hạng doanh số Blu-ray và kết thúc ở vị trí thứ ba trên bảng xếp hạng tổng hợp Blu-ray và DVD tính đến tuần cuối cùng vào ngày 10 tháng 10 năm 2010. Đây là đĩa Blu-ray bán chạy thứ hai trong năm 2010 chỉ sau Avatar. Một phiên bản gồm 2 đĩa DVD đã được phát hành vào ngày 23 tháng 11 năm 2010. Một bộ đĩa tổng hợp gồm 5 đĩa, trong đó có đĩa Blu-ray 3D, Blu-ray 2D, DVD và một Bản sao kỹ thuật số (Digital copy), được phát hành vào ngày 4 tháng 10 năm 2011. Bộ đĩa 3D tổng hợp khá giống với ấn bản Kim cương gốc, ngoại trừ việc có thêm đĩa 3D và bản sao kỹ thuật số. Bản phát hành Blu-ray được chuyển tới Két an toàn của Disney cùng với hai phần sau vào ngày 30 tháng 4 năm 2012. Ngày 6 tháng 9 năm 2016, một Ấn bản Signature Edition kỉ niệm 25 năm được phát hành dưới định dạng HD kĩ thuật số, kế tiếp là bộ đĩa kết hợp Blu-ray/DVD phát hành vào ngày 20 tháng 9 năm 2016. Ngay trong tuần đầu tiên phát hành tại gia ở Hoa Kỳ, Người đẹp và quái vật đã đứng đầu bảng xếp hạng doanh số đĩa Blu-ray và ra mắt ở vị trí thứ ba trên bảng xếp hạng Nielsen VideoScan First Alert, chỉ xếp sau Ninja Rùa: Đập tan bóng tối và Captain America: Nội chiến siêu anh hùng.
Vào năm 2010, đại diện hãng Walt Disney Studios Home Entertainment đã có mặt tại Việt Nam để công bố phát hành chính thức các bộ đĩa DVD có bản quyền (có định dạng chất lượng cao) thông qua đối tác là Hãng phim Phương Nam (Phương Nam Film). Tại hội chợ băng đĩa Việt Nam lần 2 diễn ra vào tháng 6 tại Thành phố Hồ Chí Minh, đĩa DVD có bản quyền của Người đẹp và quái vật ra mắt đồng thời với nhiều tác phẩm nổi tiếng khác của Disney như Alice ở xứ sở thần tiên, Hoàng tử Ba Tư: Dòng cát thời gian, Bản tình ca cuối cùng, Câu chuyện đồ chơi 3 và Camp Rock 2: The Final Jam cùng những loạt phim điện ảnh High School Musical và Cướp biển vùng Caribbean. Bên cạnh đĩa DVD của bộ phim gốc năm 1991, phần tiếp nối của phim là Belle's Magical World cũng được Hãng phim Phương Nam phát hành với tựa đề Việt hóa là Người đẹp và quái vật - Thế giới kỳ diệu của Belle; cả hai đều có giá 90.000 đồng.

## Đón nhận và dấu ấn

### Doanh thu phòng vé
Trong lần ra mắt đầu tiên năm 1991, tác phẩm đã đạt được thành công quan trọng trong doanh thu phòng vé, với 145.863.363 USD lợi nhuận chỉ tính riêng ở Bắc Mỹ. Bộ phim được xếp thứ ba trong số những phim thành công nhất của năm 1991 tại Bắc Mỹ, chỉ bị hai bom tấn mùa hè vượt qua là Kẻ hủy diệt 2: Ngày phán xét và Robin Hood: Prince of Thieves. Vào thời điểm đó Người đẹp và quái thú là tác phẩm phim hoạt hình thành công nhất của Disney được phát hành và là phim điện ảnh hoạt hình đầu tiên vượt qua mốc doanh thu 100 triệu USD tại Bắc Mỹ. Trong lần phát hành lại dưới định dạng IMAX, phim thu về 25.487.190 USD ở Bắc Mỹ và 5.546.156 USD ở các vùng lãnh thổ khác, với tổng lợi nhuận toàn cầu đạt 31.033.346 USD. Phim còn thu về 9.818.365 USD trong lần phát hành lại dưới định dạng 3D ở nước ngoài. Trong dịp cuối tuần mở đầu của lần phát hành lại dưới định dạng 3D tại Bắc Mỹ vào năm 2012, Người đẹp và quái thú mang về 17,8 triệu USD, đứng ở vị trí thứ 2 sau Phi vụ ngầm và là bộ phim hoạt hình có doanh thu dịp cuối tuần đầu tiên vào tháng Một cao nhất. Bộ phim được dự đoán sẽ thu về 17,5 triệu USD trong dịp cuối tuần này, tuy nhiên, kết quả đã vượt qua dự đoán và mong đợi của các nhà phân tích doanh thu. Lần phát hành lại này kết thúc vào ngày 3 tháng 5 năm 2012 và thu về 47.617.067 USD, đã đưa tổng doanh thu của phim ở khu vực Bắc Mỹ lên 218.967.620 USD. Tác phẩm cũng đã mang về ước tính 206.000.000 USD ở các nước khác, với tổng doanh thu toàn cầu đạt 424.967.620 USD.

### Đánh giá chuyên môn
Khi bản phim hoàn chỉnh được phát hành tại các rạp, Người đẹp và quái vật đã đón nhận những phản hồi vô cùng tích cực ngập tràn hơn sức tưởng tượng từ các nhà phê bình. Trên hệ thống tổng hợp kết quả đánh giá Rotten Tomatoes, Người đẹp và quái vật nhận được 94% lượng đồng thuận dựa theo 113 bài đánh giá, qua đó đạt điểm trung bình là 8,5/10. Các chuyên gia của trang web nhất trí rằng, "Mê hoặc, đầy lãng mạn và có nhiều màn biểu diễn nhạc kịch tuyệt vời, Người đẹp và quái vật là một trong những báu vật hoạt hình tao nhã nhất của Disney". Trên trang Metacritic, tác phẩm giành số điểm 95 trên 100 dựa trên 22 nhận xét, chủ yếu là những lời khen ngợi. Lượt bình chọn của khán giả trên trang thống kê CinemaScore cho bộ phim điểm cao nhất "A+" trên thang từ A+ đến F.
Janet Maslin từ nhật báo The New York Times ca ngợi tác phẩm với tuyên bố, "Hai năm trước, Walt Disney Pictures từng cách tân dòng phim hoạt hình, không chỉ bằng con mắt hướng tới việc làm hài lòng thiếu nhi mà còn với một đối tượng khán giả có trí óc hiểu biết và già dặn hơn. Disney thật sự đã bắc cầu nối khoảng cách thế hệ với Nàng tiên cá... Giờ đây sau hai năm, chắc chắn tia chớp vừa giáng xuống lần hai với Người đẹp và quái vật." Bên cạnh việc chấm bộ phim số điểm tuyệt đối bốn sao, Roger Ebert của nhật báo Chicago Sun-Times còn so sánh đầy tích cực Người đẹp và quái vật với Nàng Bạch Tuyết và bảy chú lùn và Pinocchio; ông viết, "Người đẹp và quái vật đã quay trở về với một truyền thống xưa hơn nhưng sung sức hơn của Hollywood, ở đó những nhà viết kịch bản, các nhạc sĩ và những nhà làm phim giỏi nhất tập hợp lại trong một dự án với niềm tin rằng những khán giả gia đình đáng được nhận một tác phẩm giải trí xuất sắc và ấn tượng." Năm 2001 Ebert một lần nữa chấm bản tái phát hành IMAX của phim bốn trên bốn sao. James Berardinelli của ReelViews chấm tác phẩm số điểm tương tự trong khi khẳng định đây là "phim điện ảnh hoạt hình hay nhất từng được thực hiện" khi viết rằng, "Người đẹp và quái vật gần như tiệm cận đến sự kết hợp hoàn hảo giữa các yếu tố lãng mạn, âm nhạc, sáng tạo và hoạt hình." Việc sử dụng công nghệ hoạt hình máy tính, đặc biệt là ở phân cảnh trong phòng khiêu vũ của Người đẹp và quái vật được chọn là một trong những điểm nhấn của phim ở một vài ý kiến nhận xét. Hal Hinson của The Washington Post đưa ra một nhận định tích cực khi gọi bộ phim là "một câu chuyện cổ tích hiện đại thú vị làm hài lòng người xem và gần như là một kiệt tác lôi cuốn dựa trên những truyền thống tuyệt vời của quá khứ, trong khi vẫn hoàn toàn phù hợp với tính nhạy cảm của thời đại trong phim. Janet Maslin của The New York Times cũng đánh giá phim tích cực khi cho rằng, "Đó là một bất ngờ khi ở trong thời đại của các phần tiếp nối và bản làm lại, tác phẩm lại quá tươi mới và hoàn toàn giành chiến thắng theo cách riêng của nó." Dave Kehr của Chicago Tribune chấm phim ba trên bốn sao và nhận xét, "Người đẹp và quái vật chắc chắn xứng đáng là một cuộc vui giải trí trong kì nghỉ dành cho trẻ em và các bậc cha mẹ nuông chiều hơn của chúng. Nhưng bộ phim có ít cơ sở kĩ thuật, sự mô tả đặc điểm sinh động và ảnh hưởng cảm xúc từ quá khứ của Disney."
Jay Boyar của Orlando Sentinel chấm phim bốn trên năm sao và nói rằng, "Nó không phải là một bộ phim điện ảnh đặc biệt đáng sợ nhưng ngay từ đoạn mở đầu, bạn có thể nói rằng Người đẹp và quái vật có một vẻ đẹp của sự mỉa mai". John Hartl của The Seattle Times chấm tác phẩm ba sao rưỡi trên bốn và cho rằng, "Thật đặc biệt khó khăn để khiến khán giả quan tâm đến các nhân vật hoạt hình, trừ khi chúng là những nàng tiên cá, động vật hoặc côn trùng hình người nhưng các họa sĩ hoạt hình đã hoàn thành công việc với sự trợ giúp lớn từ các tài năng ca hát của một dàn diễn viên tuyệt vời". Gene Siskel, nhà đồng biên tập của Chicago Tribune lại chấm phim bốn trên bốn sao và nhận xét, "Người đẹp và quái vật là một trong những phim điện ảnh giải trí nhất trong năm dành cho cả người lớn và thiếu nhi." Trong ấn bản Người đẹp và quái vật của Siskel & Ebert, Siskel và Roger Ebert đều tuyên bố rằng tác phẩm là "một ứng viên chính đáng để cân nhắc đề cử cho giải Oscar cho phim hay nhất." Michael Sragow từ The New Yorker nhận xét phim tích cực khi nói rằng, "Bộ phim có cách kể chuyện hoạt hình sinh động, rõ ràng, tươi sáng và đồng nhất cùng yếu tố dí dỏm vui đùa trong nhạc kịch." Smoodin viết trong cuốn sách của mình, Animating Culture rằng hãng phim đang cố tìm cách bù đắp cho những chuẩn mực về giới của mọi người trước đây bằng bộ phim này. Smoodin cũng nói rằng, về việc bộ phim được cho là đã mang những câu chuyện cổ tích truyền thống và thuyết nam nữ bình đẳng vào làm một, cũng như đưa công nghệ hoạt hình truyền thống vào cùng với hoạt hình máy tính, "sự xuất sắc của phim có thể được thể hiện trong lĩnh vực công nghệ và thậm chí cả trong chính trị ". Huyền thoại hoạt hình Chuck Jones từng khen ngợi Người đẹp và quái vật trong một lần làm khách mời trên chương trình Later with Bob Costas, ông cho biết ông "yêu bộ phim. Tôi nghĩ lẽ ra nó đã giành chiến thắng [Phim hay nhất]... Tôi nghĩ tạo hình hoạt họa của Quái thú là một trong mảng hoạt hình vĩ đại nhất tôi từng chứng kiến". Năm 2010, trang web IGN đã xếp Người đẹp và quái vật là phim điện ảnh hoạt hình hay nhất mọi thời đại, trực tiếp đứng trên các phim như WALL-E, Gia đình siêu nhân, Câu chuyện đồ chơi 2 và The Iron Giant.
Giới phê bình quốc tế đã dành những đánh giá rất cao cho Người đẹp và quái vật. Nhà phê bình người Ai Cập Yasmin Shehab nhận xét, "đây là một tác phẩm dung hòa những yếu tố chính kịch, nhạc kịch, hài kịch và lãng mạn vào làm một; nó thực hiện xuất sắc hơn bất cứ bộ phim người đóng làm lại nào khác." Tác giả người Mexico Mary Carmen Albarrán của tạp chí Cine Premiere viết trong bài đánh giá của cô rằng "đây là tác phẩm hay nhất của Disney" và nhấn mạnh, "cốt truyện được xây dựng thật tuyệt vời cùng tầm quan trọng của yếu tố nhạc kịch hay kĩ thuật làm hoạt hình tân tiến thực hiện ở thời điểm đó"; trong khi đó Arturo Cruz Marcenas của báo La Jornada ca ngợi phần hình ảnh của phim khi nhận xét rằng "những ô cửa kính làm cho khán giả có cảm giác như bay bổng trên không trung", đồng thời lập luận rằng một trong những thành công chính của tác phẩm là "khơi lại sự hứng thú với dòng phim nhạc kịch và các vở kịch của Broadway". Javier Porta của báo La Nación cho rằng Người đẹp và quái vật "không chỉ là thành công lớn cho Disney ở thời điểm đó, mà còn định nghĩa sự hoàn hảo [sau sự trở lại của Nàng tiên cá], cũng như cho ra đời một khuôn mẫu sản phẩm có chất lượng cao dành cho công ty vào thập niên 90" và miêu tả tác phẩm là "một trong những bộ phim điện ảnh hay và vĩ đại nhất". Nando Salvá từ trang web của Tây Ban Nha ElPeriódico.com gọi bộ phim là "phim hoạt hình hay nhất lịch sử [...], nó kết hợp hoàn hảo các yếu tố lãng mạn, nhạc kịch, hài hước, bạo lực cùng những nhân vật đầy ấn tượng giống như trong các tác phẩm kinh điển của Disney là Lọ Lem và Người đẹp ngủ trong rừng."

#### So sánh với bản người đóng
Một vài nhà phê bình còn coi bản hoạt hình năm 1991 xuất sắc vượt trội so với bản người đóng làm lại năm 2017. Michael Phillips từ nhật báo Chicago Tribune cho rằng tác phẩm năm 1991 "đã cực kỳ tuyệt vời bởi nó là một sản phẩm từ Broadway thuần túy được chuyển thể lên màn ảnh, pha trộn các yếu tố hài hước, lãng mạn, phép thuật và chỉ để Quái thú làm nền vừa đủ", trong khi bản làm lại năm 2017 lại đánh mất sự chuyển tiếp kể từ khi "bộ phim thừa nhận sự hiểu biết và mối quan tâm của chúng tôi trong chất liệu đó. Nó vụt qua từ khung hình này sang khung hình khác, ném đi một tấn eye candy (người/vật đẹp mã nhưng vô dụng) được dựng trước mắt một cách điên cuồng và vô duyên". Phillips cũng viết về bộ phim năm 2017 "quá bình thường là chúng ta đang theo dõi những diễn viên có thực lực giỏi, cộng với một vài người dễ thấy là có thực lực kém hơn (chủ yếu là Watson), hát karaoke vô hồn và công nghệ ghi hình chuyển động ở chất lượng trung bình". Dana Schwartz của Observer còn chỉ trích một số thay đổi của bộ phim năm 2017 làm cho các nhân vật như Gaston và Quái thú bị lạc hậu bằng cách lược bớt những tính cách của riêng họ từ tác phẩm năm 1991, đồng thời lập luận rằng cốt truyện bổ sung cho nhân vật trong bản phim năm 2017 đã thất bại trong việc "phát triển cốt truyện hoặc chủ đề theo bất kì hướng mang ý nghĩa nào". David Sims từ The Atlantic viết rằng bản phim năm 2017 khiến ông "cảm thấy cực kỳ tệ một phần bởi nó tri ân quá mù quáng đến bản gốc; không khó để nhận thấy mỗi thời điểm bộ phim thua kém trước tác phẩm tiền nhiệm (diễn ra khá thường xuyên)".

### Chủ đề và phân tích
Nhà sử học hoạt hình Michael Barrier viết rằng Belle "có vẻ như đã trở thành một trong số ít người có hiểu biết khi đã thực sự đọc sách, hơn là chỉ đơn giản dành nhiều thời gian với chúng", nhưng cũng nói rằng phim đã tới gần hơn bất kỳ bộ phim Disney nào khác trong việc "chấp nhận những thử thách vào loại lớn nhất mà các sản phẩm điện ảnh của Walt Disney features đã từng gặp". David Whitley viết trong cuốn The Idea of Nature in Disney Animation rằng Belle khác với những nữ nhân vật chính trước đây của Disney ở một điểm rằng nàng hầu như hoàn toàn tự do khỏi gánh nặng việc nhà, mặc dù nhân vật của nàng có chút gì đó không rõ ràng giống như kiểu "văn hoá hiện đại ngày nay yêu cầu phần lớn các cô gái trẻ phải đóng góp một chút với công việc gia đình trước khi họ rời khỏi nhà và đảm nhận những trách nhiệm lớn lao của một người mẹ ". Whitley cũng ghi nhận về một số chủ đề khác và những ảnh hưởng mang tính hiện đại, thí dụ như quan điểm phê phán việc Gaston tự cho mình là nhất và thái độ với thiên nhiên, những người hầu kiểu vừa là người vừa là đồ vật, và người bố trong vai một nhà phát minh chứ không chỉ là một người buôn bán. Betsy Hearne, biên tập viên của tạp chí The Bulletin of the Center for Children's Books, viết rằng bộ phim đã giảm bớt quan niệm đạo đức của câu chuyện gốc về "vẻ đẹp bên trong" hay vẻ đẹp thầm kín, cũng như bản thân nữ nhân vật chính, mà tập trung vào những cuộc giao tranh ác liệt hơn; "Trên thực tế", cô viết, "không phải do Người đẹp thiếu tình yêu mà suýt giết chết Quái thú của Disney, mà thật ra là mũi dao của kẻ thù." Stefan Kanfer viết trong cuốn sách của ông Serious Business rằng trong bộ phim này "truyền thống của một nhà hát nhạc kịch đã hoàn toàn được thống nhất lựa chọn ", thí dụ như trong việc tuyển hai diễn viên Broadway là Angela Lansbury và Jerry Orbach. Nhà triết học người Hàn Quốc Kim Jung Soo viết trên báo JoongAng Ilbo rằng ông coi sự phát triển thời trung cổ là một đặc điểm trong cốt truyện: khởi đầu từ rất nhiều xung đột cho đến chứng kiến Quái thú vượt qua xung đột nội tâm để tự hoàn thiện bản thân theo thuyết Hê-gen. Nói về sự khác biệt của bộ phim so với nguyên tác truyện cổ tích, Tetsuo Arima – một tác giả người Nhật viết trong cuốn Disney's Magic của ông rằng câu chuyện gốc đã bị Disney thay đổi khá nhiều, bao gồm cả việc thêm thắt những yếu tố nữ quyền đương đại. Trong nguyên tác, nhân vật Belle trải qua thử thách và nhận ra được giá trị – tầm quan trọng của vẻ đẹp nội tâm hơn là vẻ đẹp ngoại hình, nhưng trong bộ phim thì câu chuyện gốc của Belle bị chuyển sang nhân vật Quái thú: thay đổi sự bạo lực thành lương thiện, biết tôn trọng và học cách yêu phụ nữ. Ngoài ra trong nguyên tác, cái tên Belle không phải là tên thật của cô, nó chỉ là một mỹ từ dành cho nhân vật nữ này để chỉ một người con gái xinh đẹp, còn nhân vật Gaston là một kẻ phân biệt giới tính không hề biết ăn năn.
Người đẹp và quái vật đã hứng chịu khá nhiều chỉ trích từ các tổ chức nhân quyền khi thường liên hệ trực tiếp đến nhân vật Belle. Tổ chức nhân quyền quốc tế New Internationalist (viết tắt là NI) đã chỉ trích và tẩy chay bộ phim trong nhiều năm vì tính nguy hiểm của nội dung phân biệt giới tính – hướng tới đối tượng khán giả là trẻ nhỏ. NI cho rằng nhân vật Quái thú trong phim đã trở thành một kẻ thô lỗ không giống như các tác phẩm gốc và truyện dân gian và nhân vật này "bị thay đổi nhận thức" bởi ảnh hưởng của nữ anh hùng Belle. Tổ chức này viết, "Đây là một thông điệp nguy hiểm với một cô gái trẻ, bởi nếu Belle là một con người trong cuộc sống thực, nàng sẽ gần như chắc chắn là một người vợ bị chồng mình ngược đãi." Tương tự như NI, tổ chức nhân quyền Haaretz nhận xét, "Đặc điểm của một người có yếu tố nữ quyền" lại đang mâu thuẫn với nhân vật chính Belle của Disney – vốn chỉ trở thành "một nhân vật yêu thích việc đọc sách. [...] Đó là một kiểu hi sinh anh hùng cũ của Disney." Ngay sau khi xuất hiện, Belle – "một cô gái độc lập và có học thức" – cuối cùng trở thành một người phụ nữ chỉ đơn giản nghĩ rằng, "mục tiêu của đời mình là tìm kiếm một người chồng tốt" trong khâu phát triển cốt truyện. Haaretz còn chỉ trích sự phân biệ́t giới tính vốn đã định hướng sẵn một cách rập khuôn bất thường và tàn nhẫn." Các học giả và nhà báo học thuật lại có những ý kiến từ trung bình đến tích cực về Belle. Trong bài viết "Beauty and the Belles: Discourses of Feminism and Femininity in Disneyland" của mình, Allison Craven, làm việc cho European Journal of Women's Studies, ca ngợi Disney đã thay đổi câu chuyện cổ tích gốc để thể hiện nhân vật Belle một cách mạnh mẽ và bình đẳng hơn với nam giới. Craven viết, "Belle là một cô gái thực tế, khá khắt khe với con trai, và có một chút nữ quyền hơn." Ngược lại, June Cummins, viết cho tạp chí Children's Literature Association Quarterly có một bài nhận xét tiêu cực về nhân vật, chỉ trích bộ phim đã "gieo vào những khán giả nhỏ niềm tin rằng hạnh phúc thực sự cho phụ nữ chỉ tồn tại trong tay những chàng hoàng tử". Trong một bài viết của mình, Lara Sumera của tờ Quarterly Review of Film and Video cũng đưa ra những nhận xét tương tự. Vanessa Matyas, viết cho tạp chí Graduate Major Research Papers and Multimedia Projects của Đại học McMaster thì đánh giá về Belle một cách tương đối tích cực trong bài viết "Tale as Old as Time: A Textual Analysis of Race and Gender in Disney Princess Films". Cô nhắc đến trong Người đẹp và quái vật có "một bước ngoặt...khi người đàn ông không còn có toàn quyền với phụ nữ và quyền lực của hai người trong mối quan hệ trở nên...được chia sẻ hơn." Vào năm 2017, một honest trailer (một trailer "dìm hàng" phim) về Người đẹp và quái vật do Screen Junkies đăng tải trên Youtube đã liên hệ chủ đề bộ phim đến hội chứng Stockholm, gọi phim là "một câu chuyện cổ xưa giống như hội chứng Stockholm", qua đó dấy lên nhiều tranh cãi phổ biến trên cộng đồng mạng. Tuy nhiên nhà biên kịch Woolverton đã lý giải về vấn đề này, "Có rất nhiều người nói về hội chứng Stockholm, rằng [Belle] đã phải lòng kẻ giam giữ nàng [Quái thú]", cô nói tiếp, "Nhưng tôi phản đối! Nàng bị bắt cóc, nhưng nàng đã thay đổi con người anh ta [...] Vì vậy có thể chắc chắn đó là sức mạnh làm thay đổi [bản chất con người] của tình yêu và những điều nó có thể làm".

### Giải thưởng
Ca khúc "Beauty and the Beast" của Alan Menken và Howard Ashman đã chiến thắng giải Oscar cho ca khúc trong phim hay nhất, trong khi phần nhạc nền của Menken đoạt giải Oscar cho nhạc phim hay nhất. Hai bài hát khác của Menken và Ashman trong phim là "Belle" và "Be Our Guest" cũng giành các đề cử cho hạng mục ca khúc trong phim hay nhất. Người đẹp và quái vật là phim điện ảnh đầu tiên nhận ba đề cử Oscar cho ca khúc trong phim hay nhất, kỷ lục này sẽ lặp lại với Vua sư tử (1994), Giấc mơ danh vọng (2006) và Chuyện thần tiên ở New York (2007). Viện hàn lâm sau đó đã thay đổi quy định thành hạn chế mỗi phim chỉ được có hai đề cử ở hạng mục này, nhằm tránh những trường hợp thất cử liên tiếp của Giấc mơ danh vọng và Chuyện thần tiên ở New York trước hạng mục này.
Người đẹp và quái vật còn nhận hai đề cử cho phim hay nhất và hòa âm hay nhất nhất. Đây là bộ phim hoạt hình đầu tiên giành được đề cử cho hạng mục phim hay nhất và vẫn là phim điện ảnh duy nhất được đề cử ở hạng mục này cho tới năm 2010, khi hạng mục phim hay nhất được mở rộng thành mười suất đề cử; bộ phim còn là tác phẩm hoạt hình duy nhất giành được đề cử cho hạng mục này trong khi đã nhận được tới năm đề cử khác. Bộ phim cũng trở thành phim điện ảnh nhạc kịch đầu tiên trong mười hai năm nhận đề cử cho phim hay nhất sau All That Jazz (1979) và mười năm sau Moulin Rouge! (2001) mới tái lập thành tích này. Người đẹp và quái vật đã trượt giải phim hay nhất trước Sự im lặng của bầy cừu. Với sáu đề cử, tác phẩm hiện chia sẻ kỷ lục phim hoạt hình giữ số lượng đề cử nhiều nhất cùng với WALL-E (2008), mặc dù với ba đề cử ở hạng mục ca khúc trong phim hay nhất, lượng đề cử cho Người đẹp và quái vật chỉ nằm trong bốn hạng mục, trong khi các đề cử của WALL-E trải rộng trong sáu hạng mục khác nhau. Trong khi Nàng tiên cá là phim hoạt hình đầu tiên giành được đề cử Quả cầu vàng cho phim ca nhạc hoặc phim hài hay nhất, Người đẹp và quái vật trở thành phim điện ảnh hoạt hình đầu tiên chiến thắng hạng mục này. Kỷ lục trên sẽ lặp lại với Vua sư tử và Câu chuyện đồ chơi 2.
| Danh sách giải thưởng và đề cử           | Danh sách giải thưởng và đề cử | Danh sách giải thưởng và đề cử                                | Danh sách giải thưởng và đề cử                                  | Danh sách giải thưởng và đề cử |
| Giải thưởng                              | Ngày trao giải                 | Hạng mục                                                      | Đối tượng đề cử                                                 | Kết quả                        |
| ---------------------------------------- | ------------------------------ | ------------------------------------------------------------- | --------------------------------------------------------------- | ------------------------------ |
| Giải Oscar                               | 30 tháng 3 năm 1992            | Phim hay nhất                                                 | Don Hahn                                                        | Đề cử                          |
| Giải Oscar                               | 30 tháng 3 năm 1992            | Hòa âm hay nhất                                               | Terry Porter, Mel Metcalfe, David J. Hudson & Doc Kane          | Đề cử                          |
| Giải Oscar                               | 30 tháng 3 năm 1992            | Nhạc phim hay nhất                                            | Alan Menken                                                     | Đoạt giải                      |
| Giải Oscar                               | 30 tháng 3 năm 1992            | Ca khúc trong phim hay nhất                                   | Alan Menken & Howard Ashman cho "Be Our Guest"                  | Đề cử                          |
| Giải Oscar                               | 30 tháng 3 năm 1992            | Ca khúc trong phim hay nhất                                   | Alan Menken & Howard Ashman cho "Beauty and the Beast"          | Đoạt giải                      |
| Giải Oscar                               | 30 tháng 3 năm 1992            | Ca khúc trong phim hay nhất                                   | Alan Menken & Howard Ashman cho "Belle"                         | Đề cử                          |
| Hiệp hội phê bình phim Chicago           | Tháng 2 năm 1992               | Phim hay nhất                                                 |                                                                 | Đề cử                          |
| Hiệp hội phê bình phim Dallas–Fort Worth | 1992                           | Phim hay nhất                                                 |                                                                 | Hạng 3                         |
| Hiệp hội phê bình phim Dallas–Fort Worth | 1992                           | Phim hoạt hình hay nhất                                       |                                                                 | Đoạt giải                      |
| Quả cầu vàng                             | 18 tháng 1 năm 1992            | Phim ca nhạc hoặc phim hài hay nhất                           | Don Hahn                                                        | Đoạt giải                      |
| Quả cầu vàng                             | 18 tháng 1 năm 1992            | Nhạc phim hay nhất                                            | Alan Menken                                                     | Đoạt giải                      |
| Quả cầu vàng                             | 18 tháng 1 năm 1992            | Ca khúc trong phim hay nhất                                   | Alan Menken và Howard Ashman cho bài hát "Be Our Guest"         | Đề cử                          |
| Quả cầu vàng                             | 18 tháng 1 năm 1992            | Ca khúc trong phim hay nhất                                   | Alan Menken và Howard Ashman cho bài hát "Beauty and the Beast" | Đoạt giải                      |
| Giải Grammy                              | 18 tháng 2 năm 1993            | Album của năm                                                 |                                                                 | Đề cử                          |
| Giải Grammy                              | 18 tháng 2 năm 1993            | Thu âm của năm                                                | Celine Dion và Peabo Bryson cho bài hát "Beauty and the Beast"  | Đề cử                          |
| Giải Grammy                              | 18 tháng 2 năm 1993            | Album cho thiếu nhi xuất sắc nhất                             |                                                                 | Đoạt giải                      |
| Giải Grammy                              | 18 tháng 2 năm 1993            | Trình diễn song tấu hoặc nhóm nhạc giọng pop xuất sắc nhất    | Cho "Beauty and the Beast"                                      | Đoạt giải                      |
| Giải Grammy                              | 18 tháng 2 năm 1993            | Bài hát của năm                                               | Cho "Beauty and the Beast"                                      | Đề cử                          |
| Giải Grammy                              | 18 tháng 2 năm 1993            | Sáng tác nhạc cụ hay nhất cho một phim điện ảnh               | Alan Menken                                                     | Đoạt giải                      |
| Giải Grammy                              | 18 tháng 2 năm 1993            | Ca khúc sáng tác riêng cho một phim điện ảnh hoặc truyền hình | Cho "Beauty and the Beast"                                      | Đoạt giải                      |
| Giải Grammy                              | 18 tháng 2 năm 1993            | Trình diễn nhạc cụ pop xuất sắc nhất                          | Cho "Beauty and the Beast"                                      | Đoạt giải                      |
| Hiệp hội phê bình phim Los Angeles       | 14 tháng 12 năm 1991           | Phim hoạt hình hay nhất                                       | Gary Trousdale và Kirk Wise                                     | Đoạt giải                      |
| Nghiệp đoàn Nhà sản xuất điện ảnh Mỹ     | 4 tháng 3 năm 1992             | Giải Darryl F. Zanuck cho phim điện ảnh chiếu rạp hay nhất    | Don Hahn                                                        | Đề cử                          |

Năm 2002, Viện lưu trữ phim quốc gia Hoa Kỳ đã lựa chọn Người đẹp và quái vật để lưu trữ nhờ "có đóng góp quan trọng về văn hoá, lịch sử và thẩm mĩ". Vào tháng 6 năm 2008, Viện phim Mỹ tiết lộ danh sách tốp 10 phim hay nhất thuộc 10 thể loại "kinh điển" của Mỹ, dựa trên các cuộc bầu chọn của hơn 1.500 thành viên từ cộng đồng sáng tạo. Người đẹp và quái vật được ghi nhận là phim điện ảnh hay thứ bảy ở thể loại phim hoạt hình. Trong những danh sách cũ năm 1998, tác phẩm xếp hạng 22 trong danh sách phim ca nhạc hay nhất và hạng 34 trong danh sách phim lãng mạn hay nhất của Mỹ. Còn trong danh sách 100 ca khúc trong phim hay nhất, "Beauty and the Beast" đứng ở vị trí thứ 62.
Ghi nhận của Viện phim Mỹ (AFI):
- 100 phim hay nhất của AFI – Đề cử[137]
- 100 phim tình cảm của AFI – Hạng 34[135]
- 100 anh hùng và kẻ phản diện của AFI:
  - Belle – Đề cử Anh hùng[138]
- 100 ca khúc của AFI:
  - "Beauty and the Beast" – Hạng 62[136]
  - "Be Our Guest" – Đề cử[139]
- 100 phim điện ảnh ca nhạc hay nhất của AFI – Hạng 22[140]
- 100 phim hay nhất của AFI (ấn bản kỉ niệm 10 năm) – Đề cử[141]
- 10 phim hay nhất thuộc 10 thể loại của AFI – Hạng 7 ở thể loại phim hoạt hình[134]

## Chuyển thể

### Nhạc kịch

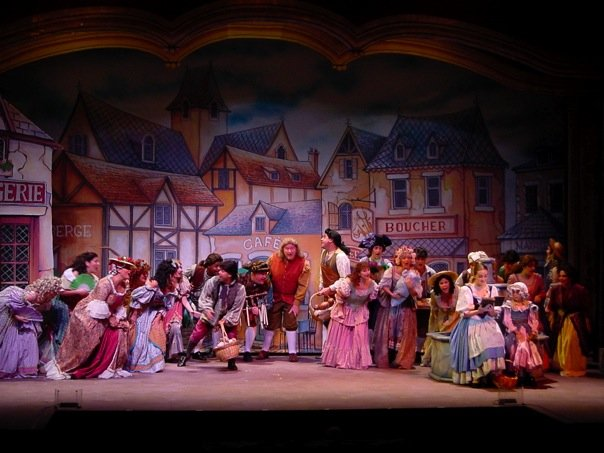
Một cảnh trong vở nhạc kịch của Người đẹp và quái vật sau bộ phim gốc công diễn vào năm 2007.

Theo một bài viết trên báo The Houston Chronicle, "Động lực thúc đẩy Disney bước chân vào thế giới sân khấu là một bài báo của nhà phê bình phim Frank Rich của tờ New York Times, đã khen ngợi rằng Beauty and the Beast là bộ phim nhạc kịch hay nhất của năm 1991.... Tổng đạo diễn của Theatre Under The Stars Frank Young đã cố thu hút Disney quan tâm tới một phiên bản chuyển thể cho sân khấu cho phim Người đẹp, cùng lúc đó Eisner và Katzenberg cân nhắc về bài báo của Rich. Nhưng Young có vẻ như đã không cộng tác với đúng người trong đế chế Disney. Không có gì được thực hiện cho tới khi các giám đốc của Disney thực sự theo đuổi dự án từ đầu.... Khi họ hỏi George Ives, Hội trưởng Công đoàn diễn viên ở Bờ Tây—nơi mà nhà hát của Los Angeles sẽ là địa điểm tốt nhất để khai trương một vở nhạc kịch mới, thì ông cho biết nhà hát tốt nhất để thực hiện việc đó là TUTS. Không lâu sau đó, Don Frantz và Bettina Buckley của Disney liên hệ với Young, và việc cộng tác bắt đầu." Một phiên bản giản lược dành cho sân khấu của bộ phim, do Robert Jess Roth làm đạo diễn và Matt West dàn dựng, cả hai đều có ý định phát triển nó cho nhà hát Broadway, đã được công diễn tại Disneyland ở nơi mà sau đó được gọi là sân khấu Videopolis. "Beauty and the Beast" lần đầu ra mắt với sự hợp tác sản xuất giữa Theatre Under The Stars và Disney Theatricals tại Hội trường Âm nhạc (Music Hall), Houston, Texas từ ngày 28 tháng 11 năm 1993 tới ngày 26 tháng 12 năm 1993.
Vào thứ hai, 18 tháng 4 năm 1994, vở "Beauty and the Beast" lần đầu công chiếu ở Broadway tại nhà hát Palace Theatre ở thành phố New York và nhận được phản hồi trái chiều. Buổi diễn được chuyển tới nhà hát Lunt-Fontanne Theatre vào ngày 11 tháng 11 năm 1999. Thành công thương mại (tuy không phải là chuyên môn) của vở diễn dẫn tới việc nó được tiếp tục sản xuất ở West End, Toronto, và khắp nơi trên thế giới. Phiên bản Broadway, được công diễn suốt hơn một thập kỷ, nhận được một giải Tony, và trở thành vở diễn sân khấu đầu tiên của Disney trong danh sách sản xuất dài sau này. Các diễn viên ban đầu của Broadway tham gia bao gồm Terrence Mann trong vai Quái thú, Susan Egan trong vai Belle, Burke Moses trong vai Gaston, Gary Beach trong vai Lumiere, Heath Lamberts trong vai Cogsworth, Tom Bosley trong vai Maurice, Beth Fowler trong vai Mrs. Potts – Bà Ấm trà, và Stacey Logan trong Babette cây chổi lau nhà. Nhiều diễn viên và ca sĩ nổi tiếng cũng đã tham gia buổi biểu diễn Broadway trong năm thứ mười ba trình diễn bao gồm Kerry Butler, Deborah Gibson, Toni Braxton, Andrea McArdle, Jamie-Lynn Sigler, Christy Carlson Romano, Ashley Brown, và Anneliese van der Pol trong vai Belle; Chuck Wagner, James Barbour, and Jeff McCarthy trong vai Quái thú; Meshach Taylor, Bryan Batt, Jacob Young, và John Tartaglia trong vai Lumiere; và Marc Kudisch, Christopher Sieber, và Donny Osmond trong vai Gaston. Vở diễn kết thúc thời gian trình chiếu tại Broadway vào ngày 29 tháng 7 năm 2007 sau 46 lần diễn thử và 5.461 buổi diễn chính thức. Tính tới năm 2017, đây vẫn là vở diễn có thời lượng chiếu dài thứ mười tại Broadway trong lịch sử.

### Phim người đóng
Vào tháng 6 năm 2014, hãng Walt Disney Pictures thông báo đang tiến hành một bản chuyển thể điện ảnh người đóng từ bản phim gốc, do Bill Condon đạo diễn và Evan Spiliotopoulos viết kịch bản. Lúc đầu Condon dự định không chỉ lấy cảm hứng từ bản phim gốc mà trong phim còn góp mặt hầu hết (nếu không phải là tất cả) những bài hát của Menken/Rice từ vở nhạc kịch Broadway; ông dự định biến phim thành một "tác phẩm điện ảnh có yếu tố người đóng và nhạc kịch chân thực với kinh phí lớn". Vào tháng 9 năm 2014, có nguồn tin cho biết Stephen Chbosky (The Perks of Being a Wallflower) sẽ là người viết lại kịch bản phim. Vào tháng 1 năm 2015, Emma Watson đăng trên trang Facebook cá nhân rằng cô sẽ thủ vai Belle trong bản điện ảnh người đóng làm lại. Tháng 3 năm 2015, dàn diễn viên Dan Stevens, Luke Evans, Emma Thompson, Josh Gad, Audra McDonald và Kevin Kline tham gia bộ phim lần lượt trong các vai diễn Quái thú, Gaston, Bà Potts, Lefou, Garderobe và Maurice. Trong tháng kế tiếp, Ian McKellen, Ewan McGregor, Stanley Tucci và Gugu Mbatha-Raw gia nhập dàn diễn viên lần lượt trong các vai Lumière, Cadenza và Plumette. Nhà soạn nhạc Alan Menken trở lại để đảm nhiệm phần nhạc nền phim với chất liệu mới do Menken và Tim Rice sáng tác. Tháng 6 năm 2015, Menken cho biết tác phẩm sẽ không có những bài hát từng được viết cho vở nhạc kịch Broadway. Phim khởi quay vào ngày 18 tháng 5 năm 2015 tại Luân Đôn và khâu sản xuất chính thức kết thúc vào tháng 8 năm 2015. Tác phẩm ra rạp vào ngày 17 tháng 3 năm 2017.

## Nhượng quyền truyền thông

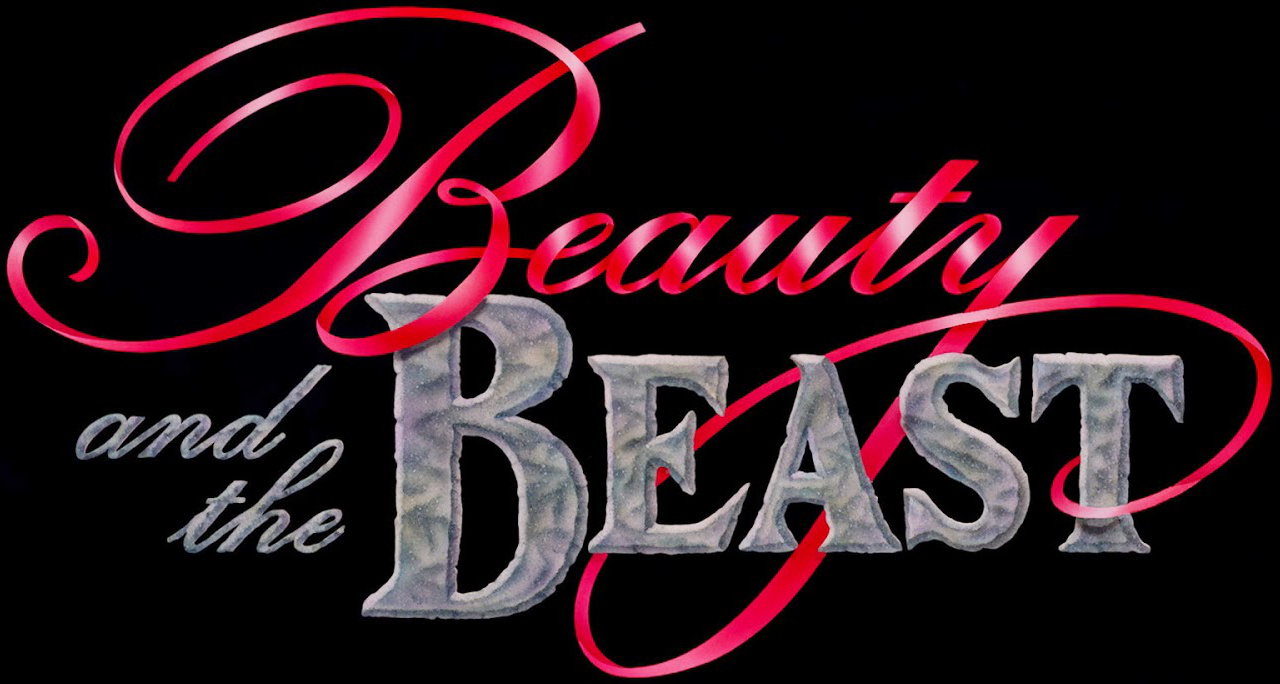
Logo nhượng quyền Beauty and the Beast của Disney.

Các sản phẩm và hàng hoá sản xuất theo phim Người đẹp và quái vật trải dài trên nhiều thể loại, trong đó có những cuốn sách truyện dựa theo nội dung của phim, truyện tranh dựa trên phim do Disney Comics xuất bản, đồ chơi, quần áo trẻ em, và nhiều thứ khác. Thêm vào đó, nhân vật Belle đã được đưa vào nhượng quyền "Disney Princess" của bộ phận sản phẩm tiêu dùng thuộc Disney, và xuất hiện trên các sản phẩm có liên quan tới nhượng quyền này. Vào năm 1995, một sê-ri người đóng dành cho trẻ em với tên gọi Sing Me a Story with Belle bắt đầu được phát sóng, và tiếp tục cho tới năm 1999. Hai phần tiếp nối được phát hành dưới dạng băng giải trí tại gia đình do Walt Disney Television Animation sản xuất: Beauty and the Beast: The Enchanted Christmas vào năm 1997 và Belle's Magical World vào năm 1998; trái ngược với sự tán dương đông đảo của bản gốc, lượng đón nhận hai phần tiếp nối này vô cùng tiêu cực. Disney On Ice sản xuất một phiên bản biểu diễn trên băng của bộ phim, bắt đầu được công chiếu vào năm 1992 tại Lakeland, Florida. Màn biểu diễn này là một thành công vang dội cả về doanh thu và chuyên môn, lưu diễn vòng quanh thế giới và luôn bán hết sạch vé, đến mức một chương trình truyền hình đặc biệt đã được thực hiện khi đoàn biểu diễn tại Tây Ban Nha vào năm 1994. Chương trình kết thúc vào năm 2006 sau 14 năm hoạt động.

### Trò chơi điện tử

Phiên bản tiếng Đức của trò chơi điện tử trên nền NES ở châu Âu năm 1994, Người đẹp và quái vật

Có một số trò chơi điện tử về cơ bản dựa theo cốt truyện của bộ phim:
- Trò chơi điện tử đầu tiên dựa trên bộ phim mang tên Beauty & The Beast: Belle's Quest là một trò chơi hành động nhập vai cho nền tảng máy Sega Mega Drive/Genesis. Do hãng Software Creations phát triển, trò chơi được phát hành tại khu vực Bắc Mỹ vào năm 1993.[170] Đây là một trong số hai trò chơi điện tử dựa trên bộ phim do Sunsoft phát hành cho nền tảng Genesis,[171] trò chơi còn lại có tên là Beauty & The Beast: Roar of the Beast (Người đẹp và quái vật: tiếng gầm của Quái thú). Các nhân vật trong phim như Gaston có thể giúp người chơi vượt qua những tình huống phức tạp, nhiều mưu mẹo. Trong vai Belle, người chơi phải tới được lâu đài của Quái thú và giải lời nguyền để được sống hạnh phúc mãi mãi. Để thắng được, nàng phải khám phá ngôi làng, cánh rừng, toà lâu đài và khu rừng tuyết nhằm giải những câu đố và các trò chơi nhỏ trong khi đang lặn dưới nước hoặc nhảy qua kẻ thù. Sức khoẻ của Belle được thể hiện qua một chồng sách màu xanh dương, giảm dần khi nàng chạm phải những con dơi, chuột và các mối nguy khác trong trò chơi. Mạng bổ sung, chìa khoá và các vật dụng khác ẩn giấu trong suốt các bàn chơi. Mặc dù không có tuỳ chọn "tiếp tục" hay cách nào để lưu lại ván chơi dở, người dùng có thể sử dụng một đoạn mã để chơi ở bất kỳ bàn (level) nào trong số 7 bàn có sẵn.[172]
- Trò chơi điện tử thứ hai, có tựa đề Beauty & The Beast: Roar of the Beast' là một trò chơi điện tử side-scrolling cho nền tảng Sega Genesis/Mega Drive. Trò chơi này là một trong hai trò chơi dựa trên bộ phim được phát hành cho nền tảng Sega Genesis, trò chơi còn lại là Beauty & The Beast: Belle's Quest đã nhắc tới ở trên, cả hai đều do Sunsoft sản xuất và phát hành năm 1993. Trong vai Quái thú, người chơi phải hoàn tất thành công một vài mức chơi (level) dựa trên các cảnh trong phim, nhằm bảo vệ lâu đài khỏi những kẻ xâm chiếm từ ngôi làng và thú rừng, đồng thời giải cứu Belle khỏi tên Gaston độc ác.[173] Các cảnh tạm nghỉ giữa các mức chơi kể diễn biến câu chuyện của bộ phim, và các trò chơi nhỏ cũng vậy. Quái thú có thể cúi, nhảy, lắc nắm đấm tay, và dùng một chiến thuật gầm đặc biệt có thể làm cho tất cả kẻ thù đang hiển thị trên màn hình bất động trong một khoảng thời gian ngắn. Đôi lúc anh ta có thể xác định vị trí của các vật phẩm trong mức chơi đó nhằm khôi phục sức mạnh của mình, và trò chơi không giới hạn số lần tạm dừng và tiếp tục. Đây thường được miêu tả là ở mức độ khó cao.[174]
- Hai trò chơi tiếp theo đều là những trò chơi hành động nhập vai và cùng do Probe Software phát triển[175] và Hudson Soft xuất bản. Trò chơi thứ ba mang tên Beauty and the Beast được phát hành cho nền tảng máy chơi game NES. Trò chơi được phát hành tại châu Âu vào năm 1994.[171] Gaston, về logic, thật ra là nhân vật chính cuối cùng của trò chơi bởi anh ta muốn giết Quái thú và kết hôn với Belle. Trong khi đó trò chơi còn lại có tựa đề Disney's Beauty and the Beast được Hudson Soft phát hành ở Bắc Mỹ và châu Âu lần lượt vào tháng 11 năm 1994 và 23 tháng 2 năm 1995. Trò chơi này được phát hành bởi Virgin Interactive tại Nhật Bản vào ngày 8 tháng 7 năm 1994.[176] Toàn bộ chương trình được chơi từ góc nhìn của nhân vật Quái thú. Trong vai Quái thú, người chơi phải làm sao để Belle yêu mình, từ đó lời nguyền lên chàng và cả toà lâu đài sẽ được hoá giải, nàng sẽ lấy chàng và trở thành một nàng công chúa. Quái thú có thể đi bộ, nhảy, đánh thật mạnh, đi nặng nề, ồn ào và gầm lên, sau đó sử dụng một trong những tính năng trên để tiêu diệt các kẻ thù và tiết lộ những vật bị ẩn.[177] Trùm cuối cùng của trò chơi này là Gaston,[175] một kẻ đi săn tìm cách cướp Belle khỏi tay Quái thú. Thậm chí còn có một cảnh đánh nhau bằng những quả bóng tuyết ở giữa trò chơi và những đoạn tạm dừng ngắn giữa các màn chơi để kể câu chuyện về Người đẹp và quái vật.
- Trò chơi điện tử thứ năm, Disney's Beauty & The Beast: A Boardgame Adventure là một trò chơi phiêu lưu của Disney Boardgame dành cho máy Game Boy Color, được phát hành vào ngày 25 tháng 10 năm 1999.[178]

Loạt trò chơi điện tử Kingdom Hearts có sự xuất hiện của một thế giới giả tưởng dựa trên bộ phim có tên gọi là "Beast's Castle" cùng một vài nhân vật trong phim. Trong phiên bản đầu tiên, thế giới bị phá hủy và bọn Heartless (do Maleficent dẫn đầu) bắt cóc Belle, nhưng Quái thú đã đi đến lâu đài của Maleficent và kết hợp với nhân vật Sora để đánh bại Maleficent, giải cứu Belle cũng như các nàng công chúa bị giam hãm khác. Trong Kingdom Hearts II, thế giới một lần nữa bị tái lập sau thất bại của Ansem, nhưng Quái thú và Belle gặp khó khăn riêng vì Xaldin của tổ chức XIII bí ẩn đang cố gắng lấy ra mặt tối của Quái thú để biến anh thành một Heartless và một Nobody, nhưng cuối cùng Quái thú sử dụng trực giác của mình và tiếp tục hợp tác với Sora để tiêu diệt Xaldin một lần và mãi mãi. Trong dòng chữ credit cuối trò chơi, Quái thú biến hình trở lại thành Hoàng tử. Trong Kingdom Hearts 358/2 Days, thế giới xuất hiện dưới dạng một cấp độ dễ chơi nhưng câu chuyện không có liên hệ mật thiết gì đến cốt truyện chính. Trong Kingdom Hearts χ, thế giới một lần nữa tái xuất, lần này giống như một ảo giác để theo sát cốt truyện của phim hơn. Những nhân vật góp mặt trong loạt trò chơi là Beast, Belle, Lumiere, Gaston, Cogsworth, Bà Potts, Chip, Maurice và Tủ Quần áo. Sau khi Gaston bị tiêu diệt, Quái thú lại biến hình thành Hoàng tử. Gaston không xuất hiện trong Kingdom Hearts II bởi Xaldin là nhân vật phản diện của thế giới đó—đây còn là nhân vật gốc được tạo ra cho sê-ri nhưng có vài đặc điểm chung với Forte, phản diện chính trong Beauty and the Beast: The Enchanted Christmas.

## Tác động văn hóa
Cho đến nay Người đẹp và quái vật vẫn còn có tác động lớn đến văn hóa đại chúng, thường được so sánh với bản người đóng của tác phẩm ra mắt vào năm 2017; bản gốc năm 1991 thường được truyền thông gắn với cụm từ "iconic" (tính biểu tượng). Một số chi tiết trong phim gắn với cụm từ trên gồm có chiếc váy màu vàng lộng lẫy mà Belle mặc khi khiêu vũ cùng Quái thú, hình ảnh bông hoa hồng phép thuật đặt trong lồng kính, những phân cảnh – khoảnh khắc quen thuộc như Belle lượn trên chiếc thang trong thư viện để lấy sách; khi Belle gặp Quái thú, mọi người hồi hộp chờ đợi nhân vật Quái thú bước ra ánh sáng; đêm lộng lẫy và tráng lệ trong buổi khiêu vũ của Belle và Quái thú; hay khoảnh khắc Quái thú hóa thành nhân dạng người cùng kết thúc phim có hậu... Ngày 9 tháng 5 năm 2016, nhân kỉ niệm 25 năm công chiếu Người đẹp và quái vật, Viện Hàn lâm Khoa học và Nghệ thuật Điện ảnh – đơn vị tổ chức giải Oscar đã dành riêng một buổi lễ đặc biệt tri ân bộ phim này, với sự góp mặt của ê-kíp làm phim gồm nhà sản xuất Don Hahn, đạo diễn Gary Trousdale, nhà soạn nhạc Alan Menken, những diễn viên lồng tiếng trong phim như Angela Lansbury, Paige O’Hara, Richard White và Robby Benson; các họa sĩ giám sát nhân vật như Andreas Deja, Mark Henn và Glen Keane. Ngày 19 tháng 10 năm 2016, Disney cùng đội ngũ của LCMA Snapchat (thuộc Bảo tàng nghệ thuật hạt Los Angeles) sử dụng nguồn tham khảo từ văn hóa đại chúng, những bộ lọc, meme và Snapchat vẽ bằng tay để kể lại Người đẹp và quái vật bằng giai điệu vui vẻ và hiện đại, ra mắt trên các tài khoản của LACMA và OhMyDisney Snapchat. Tác phẩm còn được coi là một nguồn tham khảo cho các bài học về giáo dục dành cho thiếu nhi.
Nhân vật nữ chính Belle có tác động vô cùng mạnh mẽ đến văn hóa đại chúng, được tạp chí BoxOffice ví như "iconoclasm" (tạm dịch là đả phá ngẫu tượng). Belle đã được công nhận rộng rãi qua vai diễn có tính biểu tượng và mẫu mực của nàng trong phim Người đẹp và quái vật. Không chỉ được xây dựng thành một biểu tượng văn hóa, nhân vật này còn nổi bật là công chúa nữ quyền đầu tiên của Disney. Một số nhà phê bình điện ảnh đã gọi nàng là một hình mẫu nhân vật tiêu biểu, mang đến sự thay đổi quan trọng trong cách tái hiện các nhân vật phụ nữ của Disney vốn gây nhiều tranh cãi, đồng thời làm giảm những lời chỉ trích và suy diễn xung quanh thương hiệu truyền thông Disney Princess. Tác giả David Nusair của trang About.com viết rằng Belle "đã cập nhật một cách hiệu quả những công thức vốn có cho một nàng công chúa sang một thế hệ hoàn toàn mới", trong khi Ashley Terrill của tạp chí Elle đã gọi nhân vật này là "nhân vật nữ chính năng động đầu tiên" của Disney. Năm 2013, nhà báo Stephanie Goldberg của báo CNN nhắc tới Belle trong bài báo của cô "Merida trong Công chúa tóc xù và các nữ nhân vật chính trong hoạt hình khác", một bài viết nhằm chọn ra nhân vật nữ chính tự chủ và anh hùng nhất trong hoạt hình Disney theo quan điểm của Goldberg. Tác giả miêu tả Belle là một nhân vật nữ chính "hiểu biết và dũng cảm", người đã "chăm lo cho cha mình, khuất phục được một gã trai kiêu ngạo và dạy một hoàng tử bị bùa chú biết phép tắc khi ngồi vào bàn ăn". Sau đó cũng trong năm 2013, Jessica Best của tờ Daily Mirror xếp nhân vật này ở vị trí thứ hai trong bài báo "Disney at 90: The 20 most iconic Disney characters" (Disney trong thập niên 90: 20 nhân vật tiêu biểu nhất của Disney), miêu tả Belle là một "bức chân dung của lòng dũng cảm, nàng đã dạy chúng ta biết nhìn thấu qua vẻ bề ngoài và luôn chiến đấu vì những gì chúng ta tin tưởng." Nhà phê bình Todd Gilchrist của tờ Boxoffice giải thích cách Belle đã thay đổi hướng đi cho những nhân vật nữ chính của Disney ở thế kỷ 20 và 21, "Trong dòng chảy của các nhân vật nữ chính của Disney, Belle là một người không đi theo lối cũ. Tính cách cương quyết và tự lập của nàng như tiếp thêm sức sống cho một thế giới nơi hầu hết những cô gái đều cần được giúp đỡ. Điều này đặc biệt đúng vào thời điểm hai mươi năm trước khi phim Người đẹp và quái vật được phát hành, và đến ngày nay nó vẫn có một phần nào đúng... Mối quan hệ mà Belle từ từ xây dựng với Quái thú thật tự nhiên và không gượng ép, và điều đó đã mang tới cho bộ phim một tiếng vang về tình cảm, thật xứng đáng nhận được một đề cử giải Oscar cho Phim hay nhất, bộ phim hoạt hình đầu tiên có được vinh dự đó trong lịch sử Viện Hàn lâm".

Bìa cuốn truyện tranh màu "Người đẹp và quái thú" của dịch giả Khánh Tiên do Nhà xuất bản Kim Đồng phát hành tại Việt Nam.

Trong bộ ảnh Disney Dream Portrait Series, công ty Walt Disney đã mời nữ diễn viên từng giành giải Oscar người Tây Ban Nha Penélope Cruz làm người mẫu cho nhân vật Belle trong phiên bản dành cho phim Người đẹp và quái vật do nhiếp ảnh gia Annie Leibovitz thực hiện. Công ty cũng mời nam diễn viên người Mỹ Jeff Bridges thủ vai Quái thú. Báo Daily Mail miêu tả chi tiết bức ảnh như sau: Cruz "mặc chiếc váy dạ hội màu vàng lộng lẫy của Belle và được hoàng tử của mình nhấc bổng lên cao," bên dòng chữ "Nơi một khoảnh khắc của vẻ đẹp sẽ tồn tại mãi mãi." (tiếng Anh: Where a moment of beauty lasts forever) Người đẹp và quái vật có một ảnh hưởng văn hóa không nhỏ tại Việt Nam khi tràn ngập các cuốn sách về công chúa tại những nhà sách và văn phòng phẩm, đặc biệt là dành cho đối tượng thiếu nhi. Nhà xuất bản Kim Đồng là đơn vị chủ yếu phát hành những gian hàng sách liên quan đến bộ phim, gồm có cuốn sách mang tên "Chuyện xưa như ngàn năm: Bộ phim 'Người đẹp và quái vật' được tạo ra như thế nào?" của dịch giả Nguyễn Hà Ly (dịch từ cuốn "Tale as Old as Time: The Art and Making of Beauty and the Beast" của tác giả Charles Solomon), và cuốn bìa mềm "Những người bạn kì lạ" của dịch giả Thủy Nguyệt (nằm trong bộ "Tủ sách công chúa Disney"). Bên cạnh đó còn có những cuốn sách có sự góp mặt của Belle và những công chúa Disney khác dành cho độc giả thiếu nhi như "Vui cùng công chúa: Những chiếc váy dạ hội", "Tô màu cùng công chúa: Giây phút diệu kỳ" hay "Tô màu cùng công chúa: Người đẹp và quái thú cùng những câu chuyện khác".